# Reichssammelschiene

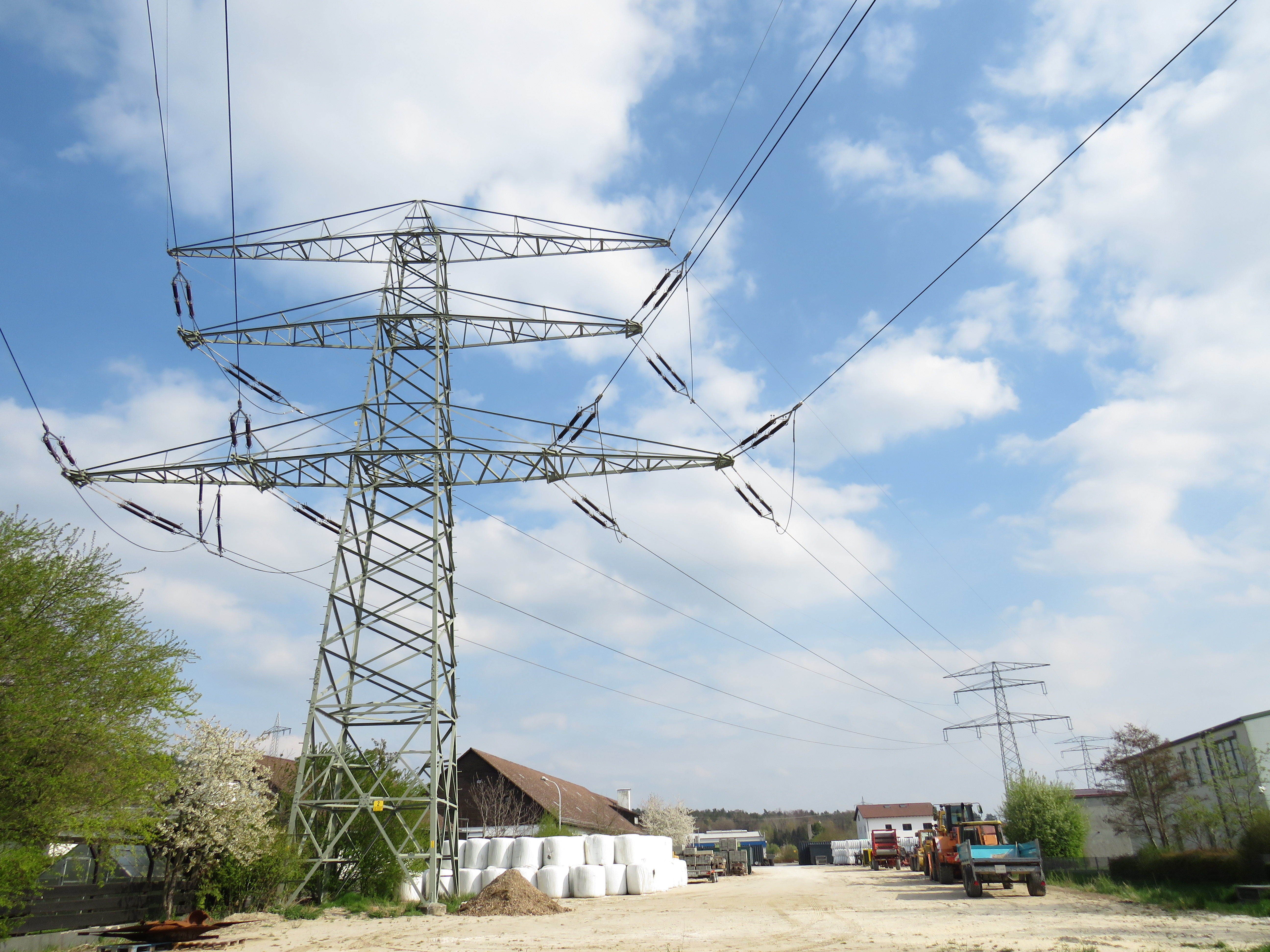
Originalmasten der Leitung von 1940/41 am Umspannwerk Ludersheim

Als Reichssammelschiene wurde in der Zeit des Nationalsozialismus das geplante Höchstspannungsnetz bezeichnet, das im Verbundbetrieb mit Kohle- und Wasserkraftwerken kriegswichtige Anlagen mit elektrischer Energie versorgen sollte. Heute wird dieser Begriff meist für die zwischen 1938 und 1941 durch die VIAG-Tochtergesellschaft Elektrowerke AG (EWAG) gebaute Drehstrom-Hochspannungsfreileitung für 220 kV Spannung verwendet, die von Helmstedt über Magdeburg, Halle und Nürnberg nach Ernsthofen in Niederösterreich führte. Diese Leitung, die als einzige von den Verbundnetzplänen der Reichssammelschiene realisiert wurde, entstand aus ursprünglich zwei verschiedenen Projekten, nämlich der Anbindung der mitteldeutschen Braunkohlekraftwerke im Versorgungsgebiet der EWAG und der nach dem Anschluss Österreichs realisierten Verbindung zwischen mitteldeutschen Braunkohle- und österreichischen Pumpspeicherkraftwerken. In einigen Dokumenten wird letztgenannte auch als Nord-Süd-Leitung bezeichnet.
Nach Vorbild und als Ergänzung zu der von 1924 bis 1930 gebauten Nord-Süd-Leitung des RWE sollte durch die Kopplung der Kohle- und Wasserkraftwerke elektrische Energie zwischen Norden und Süden ausgetauscht werden. Das NS-Regime beabsichtigte darüber hinaus, mit ihr als kriegswichtig erachtete Industrieanlagen mit Strom zu versorgen. Der Verbundbetrieb zwischen den Braunkohlekraftwerken im mitteldeutschen Revier und den Wasserkraftwerken in den Alpen hielt aufgrund der Kriegsentwicklungen nur wenige Jahre aufrecht. Auch kam es zu keinem weiteren Ausbau des einst geplanten, reichsweiten Höchstspannungsnetzes durch die VIAG bzw. EWAG im Norden und Osten des deutschen Reiches mehr.
Im Zuge der Teilung Deutschlands nach dem Zweiten Weltkrieg wurde die Leitung, die nun zweimal die Grenze zur sowjetischen Besatzungszone querte, unterbrochen, die anderen Teilstücke wurden Bestandteil des westdeutschen (PreussenElektra, Bayernwerk), ostdeutschen (VEB Energieversorgung bzw. ab 1963 VEB Verbundnetz) und österreichischen (VERBUND) Übertragungsnetzes. Die Leitungsabschnitte auf dem Gebiet der sowjetischen Zone bildeten das Kernstück des in den 1950er Jahren entstehenden Verbundnetzes der DDR.
Seit dem Fall der Mauer und der Wiedervereinigung wurden viele der verbliebenen Teilstücke der Leitung durch 380-kV-Leitungen ersetzt. Zwischen Elsenberg nördlich von Nürnberg und dem Umspannwerk Ernsthofen ist die Leitung noch heute in Betrieb. Auf dem Abschnitt auf österreichischem Staatsgebiet wurden zwischen 2018 und 2020 die Originalmasten durch Neukonstruktionen ersetzt, die restlichen verbliebenen Teilstücke sind nach wie vor auf den Originalmasten verlegt.

## Vorgeschichte

### Gründung der Elektrowerke
Seit den 1910er Jahren entstanden in Deutschland die ersten Verbundnetze, zunächst, um Großkraftwerke einer Region – meist Kohle- oder im süddeutschen Raum Pumpspeicherkraftwerke – mit den großen Städten und Industriezentren zu verbinden. Genannt seien die Leitung Lauchhammer–Riesa der Aktiengesellschaft Lauchhammer zwischen dem Kraftwerk Lauchhammer und den Stahlwerken in Riesa und Gröditz, 1911 als erste 110-kV-Leitung der Welt in Betrieb genommen, sowie die 1918 fertiggestellte Golpa-Leitung, die das Kraftwerk Zschornewitz mit Berlin verband. Letztgenanntes Kraftwerk wurde ab 1915 von der 1892 gegründeten Braunkohlenwerk Golpa-Jeßnitz AG gebaut; zu dieser Zeit nannte sich das Unternehmen in Elektrowerke A.G. um und verlegte seinen Firmensitz von Halle nach Berlin. Im Ersten Weltkrieg wurde das Unternehmen 1917 aufgrund der Aufgabe, für die Rüstungsindustrie als bedeutsam geltende Anlagen (u. a. Stickstoffwerke Piesteritz) zu versorgen, verstaatlicht und war nun auch unter dem Namen Reichselektrowerke bekannt.

### Elektrowerke als Teil der VIAG
Die Zeit der eigenständigen Elektrowerke AG war nur von kurzer Dauer. Nach Ende des Ersten Weltkriegs kam es in Folge von Autarkiebestrebungen zu einer Bündelung der Industrieunternehmen, an denen das Deutsche Reich bisher direkt beteiligt war. Am 7. März 1923 wurde daher die Vereinigte Industrieunternehmungen AG (VIAG) als Dachgesellschaft mehrerer Energieerzeugungs- und Industrieunternehmen, an denen das Deutsche Reich Anteile besaß, gegründet. Neben der (Reichs-)Elektrowerke AG waren die Innwerk, Bayerische Aluminium AG, die Ilseder Hütte, die Vereinigte Aluminium-Werke AG (VAW), die Deutsche Werke AG und die Württembergische Landeselektrizitäts-AG (WLAG) wichtige Tochterunternehmen, die insbesondere auf dem Gebiet der Aluminium- und Chemieindustrie tätig waren. Die VIAG diente als reine Holdinggesellschaft, beschränkte ich in ihrer Tätigkeit also auf die Verwaltung ihrer als Aktiengesellschaften auftretenden Tochterfirmen.
Als kurz nach Gründung der Dachgesellschaft am 15. März 1923 ein zweiter Vertrag mit dem Deutschen Reich abgeschlossen wurde, kamen zwei große Stickstoffproduzenten (Mitteldeutsche Stickstoffwerke AG, Bayerische Kraftwerk AG) und zwei Energieversorgungsunternehmen (Ostpreußenwerk AG, Alzwerke) hinzu. Die VIAG verpflichtete sich im selben Schritt, finanzielle Mittel zum Neu- und Ausbau der Anlagen ihrer Tochterfirmen bereitzustellen. Schwerpunkte der VIAG-Unternehmungen bildeten fortan das mitteldeutsche Braunkohlerevier, Oberschlesien und Südostbayern entlang des Inns. Im letztgenannten Gebiet fokussierten sich die Tochterunternehmen der VIAG neben ihren Industrieanlagen auch auf den Bau von Laufwasserkraftwerken entlang des Inns, um den für ihre Anlagen benötigten elektrischen Strom selber zu erzeugen. Auch benachbarte Unternehmen, etwa die Dr. Alexander Wacker Gesellschaft für elektrochemische Industrie wurden hieraus versorgt.

### Weitere Entwicklung der Verbundnetze
In den 1920er Jahren erweiterten hauptsächlich die Rheinisch-Westfälisches Elektrizitätswerk AG (RWE) im gesamten Rheinland und Teilen des Ruhrgebiets sowie die Elektrowerke AG im mitteldeutschen und schlesischen Kohlerevier ihr Versorgungsgebiet durch den Bau neuer Kraftwerke. Das RWE begann sogar mit dem Bau eines Verbundnetzes mit 220 kV Spannung. Die 1927 aus der Fusion mehrerer Unternehmen aus dem Raum Hannover entstandene Preußische Elektrizitäts-Aktiengesellschaft (Preußenelektra) beanspruchte neben großen Teilen Norddeutschlands auch hessisches Gebiet, das vom Kraftwerk Borken des Vorgängerunternehmens Gewerkschaft Großkraftwerk Main-Weser AG bereits über ein Verbundnetz versorgt wurde. Dieses Gebiet wurde sowohl von der in Bau befindlichen Nord-Süd-Leitung als auch durch zwei Leitungen von Borken nach Frankfurt am Main versorgt. Ein weiterer Streitpunkt war der schon 1920 erfolgte Erwerb einer Braunkohlegrube bei Helmstedt durch das RWE, die jedoch im Interessensgebiet der Preußenelektra lag.
Zur Beilegung des Gebietsstreits wurden durch den preußischen Staat zwei Demarkationsverträge verabschiedet, in denen die drei großen Energieversorger RWE, Preußenelektra und Elektrowerke ihre Interessensgebiete eingrenzten. Zwischen der Preußenelektra als Unternehmen des preußischen Staates und dem RWE als gemischtwirtschaftlichem Unternehmen kam es im Sommer 1927 zu einer Einigung. Das RWE beschränkte sich von nun an auf das Gebiet der preußischen Provinzen Rheinland und Westfalen, während die Preußenelektra ihren Einfluss in der gesamten Provinz Hannover und große Teile Hessen-Nassaus bis zum Main hin durchsetzen konnte. Der „Pool- und Demarkationsvertrag“ vom Januar 1928 grenzte das Einflussgebiet der Preußenelektra nach Osten hin ab. Die EWAG behielt ihr Interessensgebiet, das sehr große Gebiete des Deutschen Reiches bis nach Schlesien umfasste. Erst nach der Abgrenzung der Gebiete war eine Kopplung der jeweiligen Verbundnetze möglich. Diese Einigung wird daher auch als (Erster) Elektrofrieden bezeichnet.
Im Mai 1928 schlossen sich Elektrowerke, Preußenelektra und Bayernwerk zur Aktiengesellschaft für deutsche Elektrizitätswirtschaft mit Sitz in Berlin zusammen. Als Gegenreaktion entstand unter Führung des RWE zusammen mit einigen meist kleineren Versorgungsunternehmen im Februar 1929 die Westdeutsche Elektrizitäts AG mit Sitz in Frankfurt am Main. Diese Zweiteilung war nur von sehr kurzer Dauer, da die Westdeutsche Elektrizitäts AG noch im Mai 1929 Teil der Aktiengesellschaft für deutsche Elektrizitätswirtschaft wurde. Einem gesamtdeutschen Elektrizitätsnetz-Verbundbetrieb lagen nun keine Hindernisse mehr im Weg, weshalb man nun vom Zweiten Elektrofrieden sprach.

### Aufbau eines 220-kV-Verbundnetzes

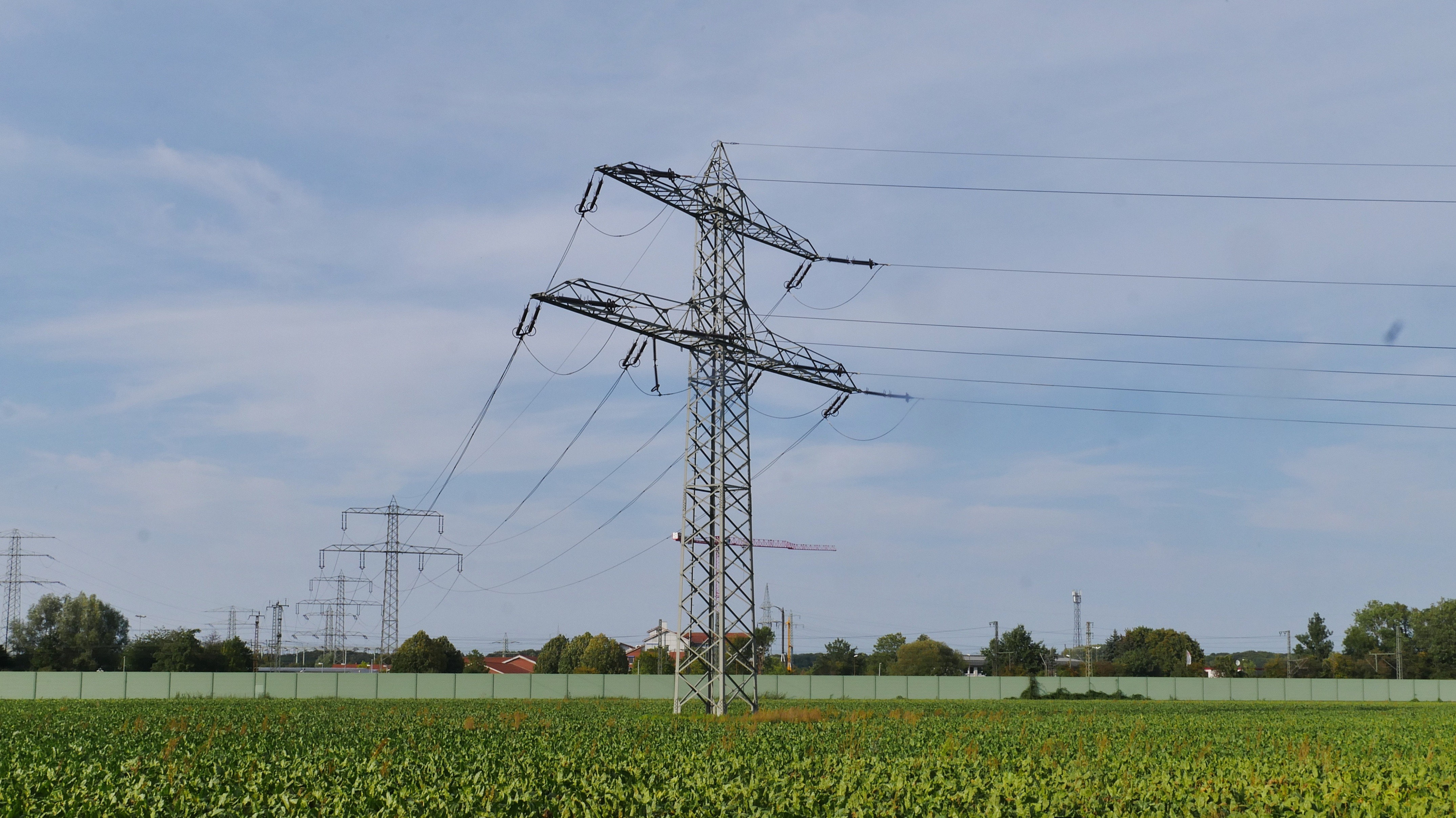
220-kV-Leitung Lehrte–Harbke, 1935 fertiggestellt und Anbindung an das west- und mitteldeutsche Höchstspannungsnetz

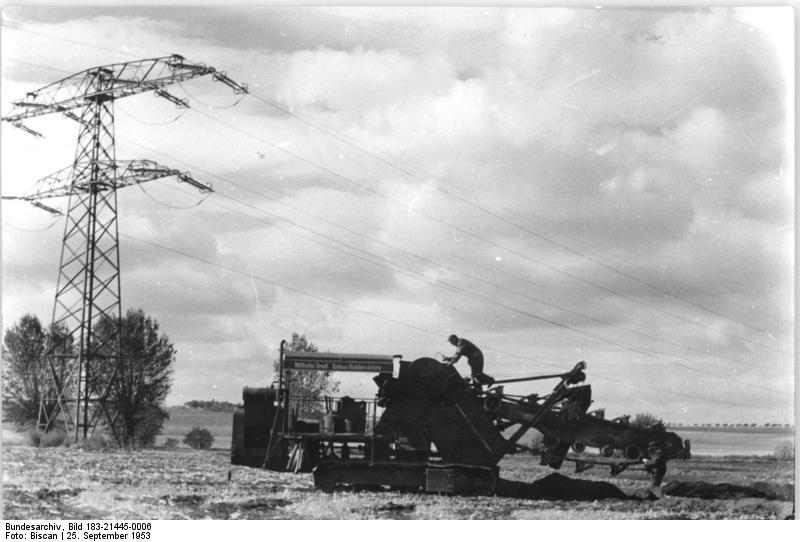
Leitung Harbke–Magdeburg, durch die Braunschweigischen Kohlen-Bergwerke 1935 errichtet und für 220 kV ausgelegt, anfangs mit 110 kV betrieben

Die Einigung der Energieversorgungsunternehmen über ihre Einflussgebiete führten im Reichswirtschaftsministerium zu Überlegungen, eine reichsweit einheitliche Stromversorgung aufzubauen. Reichswirtschaftsminister Julius Curtius beauftragte im Herbst 1926 hierfür den Bauingenieur Oskar von Miller, der bei der Organisation der Internationalen Elektrotechnischen Ausstellung 1891 in Frankfurt am Main und als Projektleiter beim Bau Walchenseekraftwerks als Pionier auf dem Gebiet der elektrischen Energieverteilung galt. Die Erstellung des Gutachtens dauerte fast vier Jahre, ehe es 1930 veröffentlicht wurde. Miller prognostizierte den Bedarf an elektrischer Energie in den jeweiligen Gebieten sehr genau und berechnete hieraus die benötigten Investitionen in Kraftwerksleistung. Die Gebiete der großen Energieversorger verbindend, sollte in einem finalen Schritt ein reichsweites Elektrizitäts-Verbundnetz entstehen. Auf Basis des Strompreises von Mai 1929 errechnete Miller Kosten in Höhe von 3,663 Milliarden Reichsmark, die für die Realisierung seines Plans aufgewendet werden müssen. Insgesamt 21.000 km Hoch- und Höchstspannungsleitungen waren Teil der Planungen. Aus dem reichsweiten Verbundnetz, dem ersten Plan für die Elektrifizierung des gesamten Staates, entwickelte Oskar Oliven sogar ein europaweites Verbundnetz, das etwa die Energie der skandinavischen Wasserkräfte mit der aus den nordfranzösischen Kohlevorkommen koppelte.
Zum Zeitpunkt der Erstellung des Gutachtens waren einige große Leitungsprojekte bereits in Betrieb. Motivation dieser Vorhaben war aber zunächst kein reichsweites Koppelnetz, sondern der Verbundbetrieb von Wasser- und Wärmekraftwerken im jeweiligen Einflussgebiet. Das RWE stellte seit April 1930 über sein 800 km langes 220-kV-Leitungssystem einen Verbundbetrieb zwischen rheinischer Braunkohle und süddeutscher bzw. alpiner Wasserkraft her. Die Leitung von Brauweiler über Wesel und Ibbenbüren nach Paderborn war zu großen Teilen im Januar 1930 fertiggestellt. Seit September 1929 war die 220-kV-Leitung der Preußenelektra zwischen dem Edersee, dem Kraftwerk Borken und Lehrte in Betrieb. Diese Leitung sollte in Richtung Norden bis Hamburg und in Richtung Süden bis Frankfurt am Main verlängert werden.
In Millers Gutachten wurden die bestehenden Leitungen des RWE und der Preußenelektra um einen Ringschluss ergänzt, indem eine östliche Spange von Hannover (Umspannwerk Lehrte) über Mitteldeutschland und Nürnberg nach Stuttgart (Umspannwerk Hoheneck) zurück führte. Er berücksichtigte die Verfügbarkeit der Energieträger Kohle und Wasser, die in einem Verbund zu jeweils unterschiedlichen Zeiten mehr elektrische Energie erzeugen und ins Netz einspeisen. Stichleitungen sollten von Nürnberg nach Oberösterreich führen, wo Miller die Errichtung von Wasserkraftwerken ins Auge fasste. Zwei weitere Stichleitungen nach Süden sollten, neben der bestehenden Nord-Süd-Leitung nach Vorarlberg bzw. in den Südschwarzwald, von Mannheim aus in Richtung Schweiz und von Ellwangen aus in Richtung Augsburg führen. Vom mitteldeutschen Revier aus war außerdem die Anbindung Berlins auf der 220-kV-Ebene geplant.
Die Weltwirtschaftskrise von 1929 und der damit verbundene Rückgang des Stromverbrauchs schienen die Notwendigkeit des reichsweiten Verbundnetzes in weite Ferne zu rücken, weshalb es zu keinerlei Inangriffnahme etwaiger Pläne mehr kam. Ohnehin lehnten die Energieversorger das Gutachten mit dem hiermit verbundenen Projekt ab, wenn auch aus verschiedenen Gründen. Das RWE verwies auf ihr im Bau befindliches Hochspannungsnetz und sah staatliche Interventionen ohnehin kritisch. Die Preußenelektra sah eine Einmischung in die Interessen des preußischen Staates, dem das Unternehmen gehörte. Tatsächlich begann Anfang der 1930er Jahre der Zusammenschluss zwischen den einzelnen Energieversorgern, so wurde mit dem Bau einer Ost-West-Gemeinschaftsleitung vom Koepchenwerk des RWE bei Herdecke über das Gersteinwerk der Vereinigten Elektrizitätswerke Westfalen zum Hauptumspannwerk Lehrte der Preußenelektra.
In der anfänglichen Zeit des Nationalsozialismus kam es, noch vor der Verabschiedung des Energiewirtschaftsgesetzes, zum Bau einer Verbindung zwischen Preußenelektra- und EWAG-Netz. Nachdem im Tagebau Wulfersdorf der Abbau von Braunkohle wieder aufgenommen worden war, bauten die Braunschweigischen Kohlen-Bergwerke (BKB) die Kapazitäten im nahegelegenen Kraftwerk Harbke aus. Zum Abtransport der elektrischen Energie bauten die BKB unter Führung der Preußenelektra eine 220-kV-Leitung von Harbke nach Lehrte. Da die EWAG ebenfalls die elektrische Energie des Kraftwerks für die Unterstützung des eigenen Netzes nutzen wollte, beauftragte sie die BKB mit dem Bau einer weiteren Leitung. Diese führte von Harbke über Magdeburg nach Berlin-Spandau. Der erste Abschnitt von Harbke nach Magdeburg wurde dabei mit größeren Masten errichtet, um einen späteren 220-kV-Betrieb zu ermöglichen. Eine Weiterführung der 220-kV-Leitung über Magdeburg hinaus war angedacht, um die Braunkohlekraftwerke der Provinz Sachsen anzubinden, die teils von der EWAG direkt, teils von Tochterunternehmen betrieben wurden unter anderem Berlin mit elektrischem Strom versorgten. Es war demzufolge naheliegend, die dortigen Kraftwerke auf der 220-kV-Ebene mit dem Netz der Preußenelektra zu koppeln.

## Nationalsozialistische Energiewirtschaft

### Energiewirtschaftsgesetz 1935
Mit der Machtergreifung Adolf Hitlers wurde ab 1933 systematisch mit der Errichtung einer Diktatur unter alleiniger Führung der NSDAP begonnen. Ein Produkt dieser Gleichschaltung des politischen und wirtschaftlichen Lebens war das Energiewirtschaftsgesetz, das im Dezember 1935 unter Reichswirtschaftsminister Hjalmar Schacht verabschiedet wurde. Die in den 1920er Jahren unternommenen Versuche, die Energieversorgung reichsweit einheitlich zu gestalten, schlugen aufgrund der noch ausstehenden Streitigkeiten um Versorgungsgebiete fehl. Der 1931 eingesetzte „Reichskommissar für Preisüberwachung“ vermochte aufgrund fehlender Vollmachten ebenso wenig zu erreichen. Das am 13. Dezember 1935 verabschiedete Gesetz stellte die gesamte Elektrizitätsproduktion und -versorgung unter Aufsicht des Reichswirtschaftsministeriums.
Ab jetzt konnten Planung, Betrieb und Finanzierung des Energieversorgungsnetzes nach den politischen Vorstellungen des NS-Regimes gestaltet werden. Vorrangig spielten militärische Gesichtspunkte eine Rolle, so wurde eine möglichst autarke Energieerzeugung in Kombination mit der Versorgung von als kriegswichtig erachteten Industrieanlagen, etwa Aluminiumwerken, forciert. Die dezentrale Energieversorgung, wie sie bereits bestand, sollte beibehalten und für weiteren Ausbau vorgesehen werden, da bei einer zentralen Energieversorgung Großkraftwerke militärisch verwundbare Ziele, etwa bei Luftangriffen, darstellen können.
Noch bevor 1938 Walther Funk die Nachfolge des im November 1937 zurückgetretenen Hjalmar Schacht als Reichswirtschaftsminister antrat, stellte dieser Überlegungen an, die Energieversorgung reichsweit zu steuern und zu vereinheitlichen. Kern dieses Plans war ein Netz aus 220-kV-Leitungen, das unter Führung der VIAG die großen Kraftwerks- und Industriestandorte in Mittel- und Süddeutschland miteinander verbinden sollte.

### Verbundnetzpläne nach dem Anschluss Österreichs
Der Anschluss Österreichs am 13. März 1938 bewirkte das völlige Aufgehen des Staates in das politische System des Nationalsozialismus, so fand auch hier das Energiewirtschaftsgesetz von 1935 nun Anwendung. Die Erschließung der alpinen Wasserkräfte kam in der Ersten Republik im Zuge der Weltwirtschaftskrise nicht über das Planungsstadium hinaus, sie stieß beim NS-Regime auf besonderes Interesse.
Unter Alfred Olscher, ab 1937 Vorstandsmitglied der VIAG und zuvor Beamter im Reichswirtschaftsministerium, wurde der noch von 1936 stammende Vierjahresplan umformuliert. Von nun an war die Nutzung der österreichischen alpinen Wasserkräfte einer der wirtschaftlichen Schwerpunkte. Der VIAG-Vorstand äußerte in einer Aufsichtsratssitzung im Mai 1938 die „Hoffnung, dort Stromreserven vorzufinden, um die im alten Reichsgebiet vorliegende Stromklemme beseitigen zu können“. Olscher drängte außerdem auf einen Anschluss an das bestehende reichsweite 220-kV-Netz „aus dem mitteldeutschen Raum“, also dem Einfluss- und Versorgungsgebiet der VIAG-Tochter EWAG.
Am 22. April 1938 gründete die VIAG die Alpen-Elektrowerke AG, eine Tochtergesellschaft, die den Bau von alpinen Wasserkraftwerken durchführen sollte. Neben den Großkraftwerken wurde sie auch damit beauftragt, ein Verbundnetz auf dem Gebiet des noch als „Land Österreich“, ab 1939 dann „Ostmark“ bezeichneten Teils des nun „Großdeutschen Reiches“ aufzubauen. Bevor der kosten- und energieintensive Bau der Wasserkraftwerke starten sollte, war zunächst der Anschluss der Ostmark an die geplante 220-kV-Leitung vorgesehen. Nach Fertigstellung der Kraftwerke würde über diesen Anschluss dann die elektrische Energie ins reichsweite Verbundnetz eingespeist werden. Die erste Maßnahme war allerdings der Bau zweier großer Wasserkraftwerke: Das Laufwasserkraftwerk Ybbs-Persenbeug an der Donau und das Pumpspeicherkraftwerk Tauern in Kaprun. Zur kurzfristigeren Bereitstellung elektrischer Energie entstanden entlang des Inns zwei kleinere Laufwasserkraftwerke.
Zeitgleich mit dem Bau der beiden Großkraftwerke begannen auch die Planungen für die Höchstspannungsleitung durch die Alpen-Elektrowerke AG, obwohl der Leitungsbau durch die EWAG durchgeführt werden sollte. Man beschloss, diese Leitung aus dem mitteldeutschen Gebiet über den Nürnberger Raum ins alpine Gebiet zu führen. Weiterführende Pläne auf österreichischem Gebiet bestanden zu diesem Zeitpunkt noch nicht, da die Alpen-Elektrowerke nur das Gebiet zwischen Tauern, Inn/Salzach und Donau erschließen wollten – hier sah die VIAG das größte Potential für ihre Pläne. Zeitgleich mit der Beauftragung des Kraftwerksbaus in Ybbs übertrug Hermann Göring der VIAG auch das Tiroler Gebiet. Ihr standen somit alle möglichen Gebiete der österreichischen Alpen für die Nutzung von Wasserkraft offen, mit Ausnahme von Vorarlberg, das schon seit den 1920er Jahren durch das RWE erschlossen wurde.
Nicht nur die Energieerzeugung und -verteilung, auch die Großindustrie sollte sich nach Österreich weiter ausdehnen. Die Reichswerke Hermann Göring übernahmen die Österreichisch-Alpine Montangesellschaft und begannen zügig mit dem Bau der Eisenwerke Oberdonau in Linz. Ein großes Chemiewerk entstand an benachbartem Standort mit den Stickstoffwerken Ostmark. Die Vereinigten Aluminium-Werke bauten mit dem Mattigwerk in Ranshofen ihre Produktion weiter aus. Oberösterreich, bzw. der „Reichsgau Oberdonau“, und insbesondere Linz entwickelte sich zu einem Zentrum militärisch relevanter Großindustrie. Ausschlaggebend war zum einen die relative Nähe zum Kohlerevier in Schlesien und zum anderen die Möglichkeit, diese Anlagen zukünftig mit Energie aus den Wasserkraftwerken der Alpen-Elektrowerke – im Verbund mit weiteren Kraftwerken im nun „Altreich“ genannten Deutschen Reich – betreiben zu können. Zudem wäre mit der Donau und den geplanten Reichsautobahnen Nürnberg–Passau–Linz und Salzburg–Wien eine gute Verkehrsanbindung vorhanden.

### Der „Reichslastverteiler“ entsteht
Am 3. September 1939 – nur zwei Tage nach dem Überfall auf Polen, der den Ausbruch des Zweiten Weltkriegs markierte – wurde durch das NS-Regime ein weiterer Schritt in Richtung zentralisierte Energiewirtschaft unternommen. Die vom Reichswirtschaftsminister Walther Funk auf Grundlage der Verordnung zur Sicherstellung der Elektrizitätsversorgung eingerichtete Reichsstelle für die Elektrizitätswirtschaft (auch Reichslastverteiler genannt) wurde als zentrale Regulierungsbehörde für das Stromnetz im gesamten Reichsgebiet aufgebaut. Die Behörde bekam hierfür weitreichende Befugnisse, so durfte sie etwa direkt in die Betriebsführung der produzierenden Kraftwerke eingreifen. Ziel war es, die Energieversorgung innerhalb der Kriegswirtschaft aufrechtzuerhalten. Schon das 1935 verabschiedete Energiewirtschaftsgesetz arbeitete auf eine zentral regulierte Energieverteilung hin, genau wie bis dahin einige weitere verabschiedete Vorschriften.
Hauptsitz des Reichslastverteilers wurde das RWE-Hauptumspannwerk Brauweiler, wo bereits die Hauptschaltleitung des RWE angesiedelt war. Erster Leiter der Behörde und somit amtlicher „Reichslastverteiler“ wurde Dr. Richard Fischer. Dem Reichslastverteiler nachgeordnet waren in den zehn Energiebezirken weisungsgebundene Bezirkslastverteiler, denen wiederum Ortslastverteiler folgten. Erstmals in der Geschichte der deutschen Elektrizitätswirtschaft ging die Betriebsführung des gesamten Netzes von einer zentralen Behörde aus. Die Rationierung der elektrischen Energie und Priorisierung auf die kriegswirtschaftlichen Betriebe führte mitunter zu Stromabschaltungen in ganzen Städten.

## Bau der Leitung
Über den Bau der Höchstspannungsverbindungen Harbke–Dieskau und Dieskau–Ernsthofen als Reichssammelschiene liegen kaum Veröffentlichungen aus der Zeit ihrer Errichtung vor. Vermutlich wurden diese aus militärischen Gründen zurückgestellt, zumal ihr Bau größtenteils in die Zeit des Zweiten Weltkrieges fällt. Es existieren allerdings Quellen über die technische Beschreibung der Masten, Isolation und Leiterseile.

### (Harbke–) Magdeburg–Dieskau
Der Aufbau der Stahlindustrie durch die Reichswerke Hermann Göring verschaffte dem Elektrizitätsverbund zwischen PreußenElektra und EWAG erneut Auftrieb. Die Ansiedlung der Werke in Salzgitter und Watenstedt gründete, genau wie bei der in relativer Nähe bestehenden Ilseder Hütte und dem Stahlwerk in Peine, auf das Eisenerzvorkommen im Nordharz und die Lage am Mittellandkanal. Neben der Anbindung des RWE-Netzes auf der 220-kV-Ebene (Leitung Lehrte–Osnabrück) wurde auch an einem Anschluss ans EWAG-Netz, das seinen Strom aus den Kraftwerken des mitteldeutschen Braunkohlereviers bezieht, gearbeitet.
Die EWAG plante zu dieser Zeit, Mitte der 1930er Jahre, den Aufbau eines „großen deutschen Höchstspannungsrings“, womit der Lückenschluss des schon seit den 1920er Jahren bestehendes Verbundsystems gemeint war. Das westliche Teilstück bildete die Nord-Süd-Leitung des RWE, das nördliche die damals im Bau befindliche Koppelleitung zwischen RWE, VEW und Preußenelektra zwischen dem Koepchenwerk und Lehrte. Diese sollte über die Stichleitung nach Helmstedt ins mitteldeutsche Braunkohlegebiet fortgeführt werden und von dort nach Bayern, wo ein südlicher Teil den Ringschluss zum RWE bilden sollte. Gerade das RWE dehnte sich über die Tochtergesellschaft Lechwerke in Teilen Bayerns immer weiter aus. Für die Verbindung Helmstedt–Zschornewitz–Bayern wurde eine Investitionssumme von 160 Millionen Reichsmark veranschlagt,
Ende 1937 entstand in Dieskau bei Halle ein neues 220-/110-kV-Umspannwerk, ab 1938 ein weiteres in Marke bei Dessau. Beide Standorte befanden sich in räumlicher Nähe zu großen, teils noch im Bau befindlichen Kraftwerksstandorten (Zschornewitz, Vockerode) sowie wichtigen Industrieanlagen (Stickstoffwerke Piesteritz, Leunawerke, Buna-Werke). Die Umspannwerke wurden auch an das bestehende 110-kV-Leitungsnetz der EWAG bzw. der ESAG (Elektrizitätswerk Sachsen-Anhalt AG) angebunden, sodass direkte Verbindungen zu den genannten Energieerzeugern und -verbrauchern bestanden. Das Umspannwerk Magdeburg, 1935 im Zuge der 110-kV-Leitung Harbke–Berlin errichtet, wurde ebenso um eine 220-kV-Schaltanlage erweitert. Im Laufe des Jahres 1938 wurden die drei Umspannwerke über eine für 220 kV Spannung ausgelegte, zweikreisige Leitung vom Kraftwerk Harbke ausgehend miteinander verbunden. Diese Leitung mit einer Länge von rund 150 km wurde im Dezember 1938 baulich fertiggestellt.
Da das Höchstspannungsnetz der Preußenelektra noch bis 1940 aufgrund fehlender Transformatoren im Hauptumspannwerk Lehrte auf der 110-kV-Ebene betrieben wurde, gab es zunächst keinen Austausch elektrischer Energie zwischen Preußenelektra und Elektrowerken auf der 220-kV-Ebene. Ohnehin sollte die Übergabe zwischen beiden Energieversorgern über ein Gemeinschafts-Umspannwerk bei Helmstedt geregelt werden. Daher wurde zunächst ein Stromkreis der bestehenden Leitung Harbke–Magdeburg auf 220 kV umgestellt, der andere Stromkreis wurde von Lehrte aus über die bestehende Lehrte–Harbke weiter auf die Leitung Harbke–Magdeburg geführt.

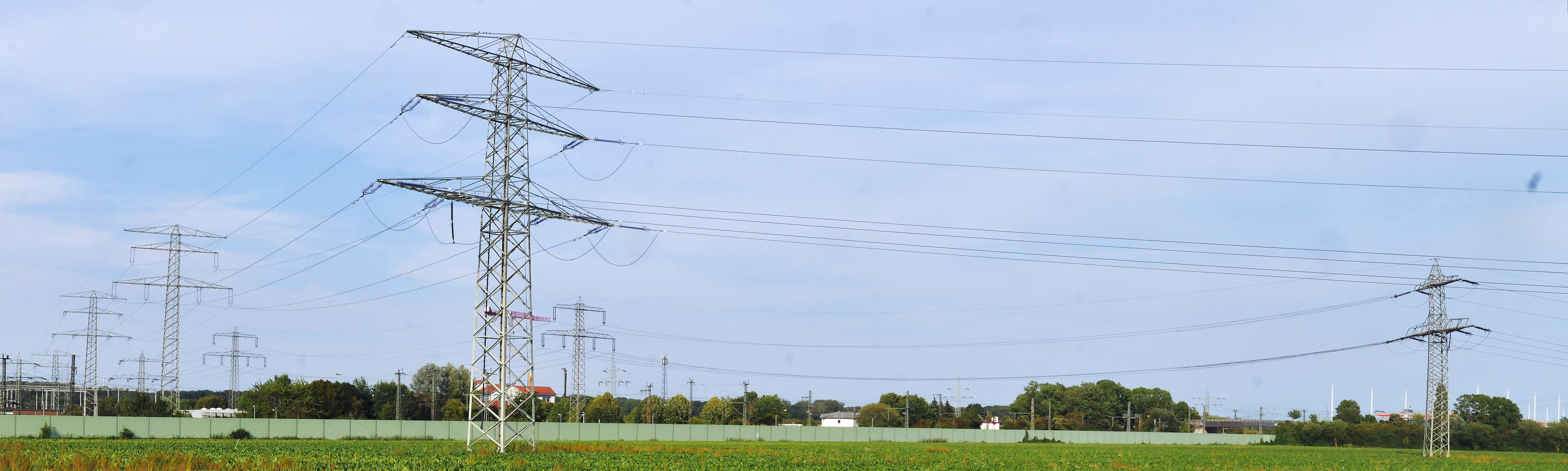
220-kV-Leitung Lehrte–Hallendorf, auf typischen Masten der Reichssammelschiene

Neben der Leitung Magdeburg–Marke–Dieskau bauten die Reichswerke Hermann Göring eine Leitung auf den für die Reichssammelschiene typischen Masten zwischen dem Hauptumspannwerk Lehrte und dem Umspannwerk Hallendorf, das die Anlagen in Salzgitter mit Energie versorgte. Andererseits produzierte das Kraftwerk Watenstedt am Standort auch Strom fürs öffentliche Netz. Diese Leitung wurde 1939 mit einem 110-kV-System fertiggestellt. Es war vorgesehen, diese Leitung für einen Großversuch zur Übertragung größerer Leistungen mittels hochgespannter Gleichspannung (HGÜ) zu nutzen, allerdings wurden die Planungen kriegsbedingt nicht mehr realisiert.

### Dieskau–Ernsthofen
Anfang 1939 sah sich das Bayernwerk zu einer engeren Zusammenarbeit mit der VIAG genötigt. Da das RWE im Gebiet zwischen Iller und Lech mit dem Ausbau der Wasserkraft begann und die VIAG ihre Anteile an Industrieanlagen in Mitteldeutschland mit denen am Inn zwischen Mühldorf und Passau verbinden wollte, fürchtete man beim Bayernwerk eine Verdrängung vom angestammten Markt und eine nicht ausreichende Eigenerzeugung elektrischer Energie. Eine Anlehnung an die VIAG wurde auch aus dem Grund vorgezogen, als dass diese die ausschließlichen Rechte an der Verstromung der Braunkohle im seit 30. September 1938 (Münchner Abkommen) annektierten Sudetenland übertragen bekam und die Beteiligung an österreichischen Wasserkraftwerken durch das Bayernwerk durch die VIAG-Tochter Alpen-Elektrowerke verhindert wurde. Von drei Seiten war das Versorgungsgebiet nun von Besitztümern der VIAG dominiert.
Ein im Herbst 1938 abgeschlossener Stromliefervertrag über den Bezug elektrischer Energie der Aktiengesellschaft Sächsische Werke durch das Bayernwerk vermochte keine Entlastung bei der Deckung des bayerischen Strombedarfs. Zwischen der Aktiengesellschaft Sächsische Werke und der VIAG-Tochter EWAG kam es 1939 zu einem weiteren Stromliefervertrag. Im August 1939 kaufte die VIAG Aktien des Bayernwerks, sodass letztlich 40 % des Aktienkapitals der Bayernwerk AG durch die VIAG gehalten wurden. Das Bayernwerk ging jedoch davon aus, die Aktien würden durch die Tochtergesellschaft EWAG gehalten werden, mit der über das Netz der AG Sächsische Werke ein Energieaustausch betrieben wurde. Ende September 1939 wurde schließlich in einem dritten Vertrag ein gegenseitiger Direktbezug elektrischer Energie zwischen EWAG und Bayernwerk besiegelt.
Mit der Realisierung der Verbundleitung zwischen Mitteldeutschland und Oberösterreich wurde noch 1939 begonnen. Zunächst entstanden vier weitere 220-kV-Umspannwerke im thüringischen Remptendorf, im mittelfränkischen Ludersheim, in St. Peter am Hart bei Braunau und Ernsthofen. Die eigentliche Freileitung wurde ab Anfang 1940 errichtet. Das Reichswirtschaftsministerium als oberster Bauherr des Leitungsprojekts legte ein ehrgeiziges Ziel fest: Bis zum 1. Oktober 1940 sei die 600 km lange Leitungsverbindung Dieskau–Remptendorf–Ludersheim–Ernsthofen fertigzustellen.
Unter Oberingenieur H. Lührig wurden in sechs Bauabschnitten durch rund 1000 Arbeiter insgesamt 8500 t Zement und 40.000 t Stahl für die Masten verbaut. In einem Abschnitt wurden statt der üblichen Konstruktionen Gittermasten aus Stahlrohren verbaut, die sich im Unterhalt jedoch nicht bewährten. Mit einigen Monaten Verzug, aber dennoch in sehr schneller Baugeschwindigkeit, ging im Januar 1941 der Abschnitt zwischen den Umspannwerken Dieskau, Remptendorf und Ludersheim in Betrieb. Ab April 1941 wurde auf Grundlage des Liefervertrags von 1939 über das Umspannwerk Ludersheim Strom aus den mitteldeutschen Braunkohlekraftwerken an das Netz des Bayernwerks geliefert. Der letzte Abschnitt zwischen den Umspannwerken Ludersheim, St. Peter und Ernsthofen ging im November 1941 in Betrieb. Für diesen Abschnitt wurde die elektrizitätsrechtliche Bewilligung für den Bau der Leitung erst per Bescheid des Reichswirtschaftsministeriums vom 11. November 1940 erteilt.
Das Umspannwerk Helmstedt wurde 1942 fertiggestellt und war ein gemeinschaftliches Projekt zwischen der Preußenelektra und den Elektrowerken. Das neue Umspannwerk wurde von der Schaltanlage des Kraftwerks Harbke, die an die 220-kV-Leitung der Preußenelektra nach Lehrte angeschlossen war, her angebunden und wies außerdem auch eine 110-kV-Anlage auf. Letzte Arbeiten an der Trasse bei Magdeburg, die auch im Zusammenhang mit der Umstellung der vorbereiteten Leitungen der Preußenelektra auf 220 kV standen, fanden bis 1943 statt.

### Ausbau zur „Reichssammelschiene“

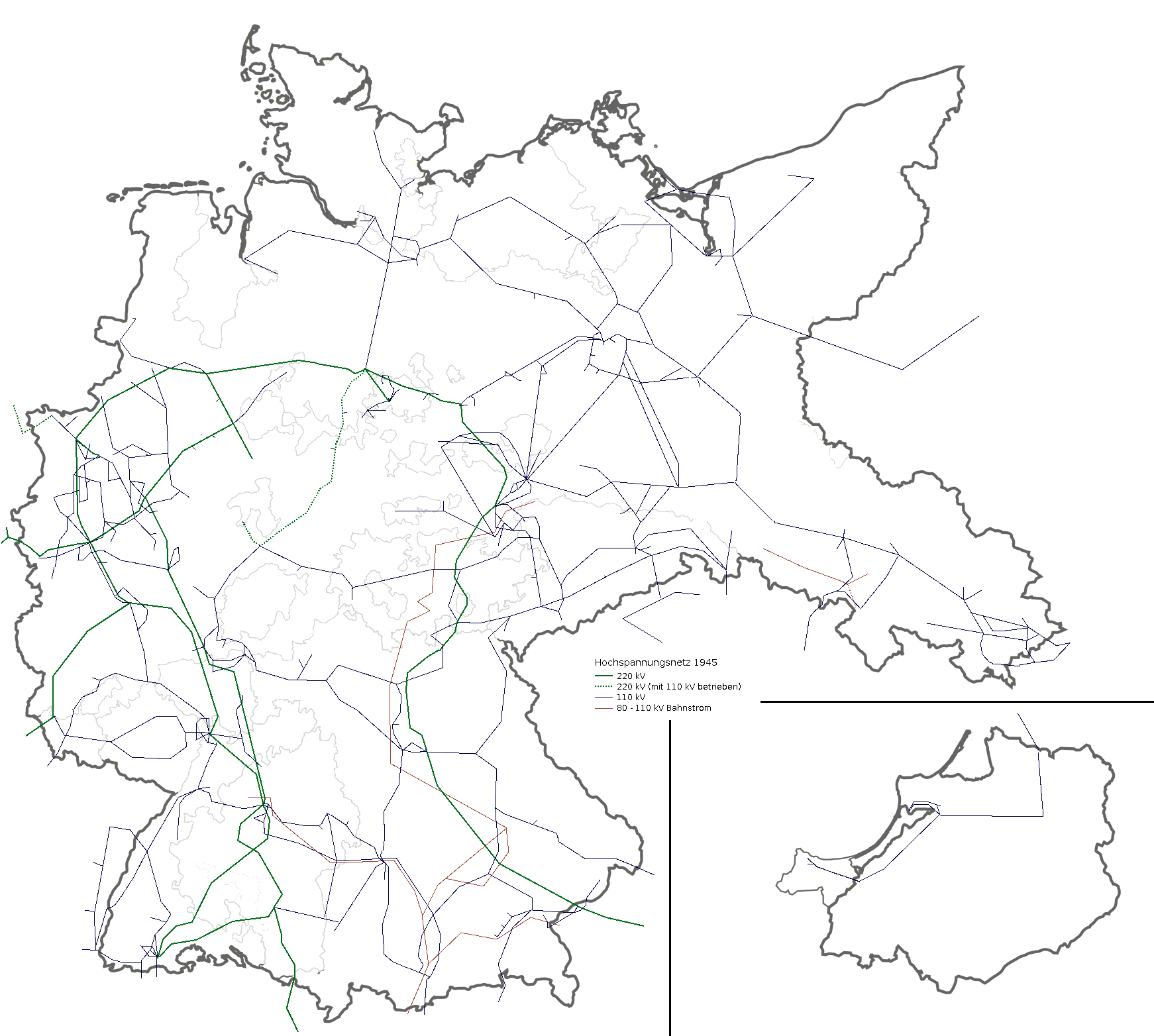
Deutsches Hoch- und Höchstspannungsnetz 1945 mit 220-kV-Verbindung Mitteldeutschland–Österreich als östliche Nord-Süd-Strecke

Die Fertigstellung der Leitungsverbindung von Helmstedt nach Ernsthofen markierte erst den Beginn noch größerer Ambitionen nationalsozialistischer Energiepolitik. Über die bestehenden 220-kV-Leitungen des RWE, der Preußenelektra und der EWAG hinaus sollte ein entfernungsmäßig noch weitläufigeres Verbundnetz unter Aufsicht des Reiches entstehen. August Menge, seit 1942 Vorstandsmitglied der EWAG, entwickelte das Konzept der „Reichssammelschiene“. Dabei sollten weit entfernte Kraftwerksstandorte, auch aus den benachbarten Ländern, erschlossen und zu mehreren „Hauptbelastungspunkten“, also schwerpunktmäßig zu versorgenden Gebieten und Industriestandorten, geleitet werden. Beispielsweise wären etwa norwegische und schweizerische Wasserkraftwerke in das Verbundsystem mit einbezogen worden. Sowohl das Leitungsnetz als auch die wichtigsten Energieerzeuger sollten einheitlich durch das Reich realisiert und betrieben werden.
In einer Studie von Menge aus dem Jahr 1942 führt dieser seine Pläne aus, legte jedoch die Art der Verwaltung noch nicht fest: „In welcher Form diese Führung zu geschehen hat, möge in diesem Schriftsatz unverändert bleiben, ich möchte die in Frage kommende Dienststelle oder Aktiengesellschaft als ‚Reichssammelschiene‘, abgekürzt ‚RSS‘, bezeichnen“. Die Reichssammelschiene als AG sollte allerdings nicht als gewinnorientiertes Unternehmen geführt werden, sondern lediglich im Auftrag des Reiches sämtliche noch unerschlossene Energiequellen nutzbar machen. Auf Karten wurde eine mögliche Ausdehnung des Reichssammelschienen-Netzes dargestellt: Dieses bezog die existierenden Leitungen der Energieversorger in West- und Mitteldeutschland unverändert mit ein, wurde aber nach Osten hin stark erweitert. Von der Leitung Helmstedt–Ernsthofen als „Keimzelle“ der Reichssammelschiene ausgehend sollte der Wiener Raum, Schlesien, Böhmen und Pommern an ein vermaschtes 220-kV-Netz angeschlossen werden, teilweise bis ins Generalgouvernement, wie das Gebiet der besetzten Zweiten Polnischen Republik damals bezeichnet wurde.
Tatsächlich beschloss das Reichswirtschaftsministerium, die Elektrizitätswirtschaft neu zu strukturieren und zu ordnen. Nach Gründung einer „Reichselektrizitätsgesellschaft“ wären nach Verhandlungen mit dem RWE und der Preußenelektra, die damals bereits weitläufige 220-kV-Netze betrieben, diese Unternehmen in die neue Gesellschaft überführt werden sollen. Die Weigerung Preußens, ihre staatseigenen Erzeuger dem Reich zu vermachen, verhinderten die Pläne der Reichssammelschiene in dieser Form. Stattdessen konzentrierte sich die VIAG auf den Erwerb und den Bau von Kraftwerken im Osten. Neben den bereits existierenden Besitzungen in Schlesien beteiligte sich die EWAG an der Société d'Electricité et de Transports de l'Europe Centrale SA (etwa: Mitteleuropäische Elektrizitäts- und Transportgesellschaft) mit Sitz in Brüssel, deren Aktienbesitz die Böhmisch-Mährische Gas- und Elektrizitäts-AG in Nové Město na Moravě umfasste. In Mitteldeutschland, der Lausitz und Schlesien begann die EWAG zeitgleich unter strenger Geheimhaltung mit der Erweiterung ihrer Kraftwerksstandorte. Dies wurde mit der Einstufung als kriegswichtige Infrastruktur begründet.

### Erweiterungen unter Kriegswirtschaft
Noch vor Fertigstellung der 750 km langen Verbindung schlug die EWAG im Rahmen einer Studie über die „Eingliederung Oberschlesiens in die Verbundwirtschaft und den dadurch bedingten Ausbau des großdeutschen Höchstspannungsnetzes“ vor, dem „großdeutschen Raum ein Netz von 220 kV zu überlagern“. Die Denkschrift vom 25. Oktober 1939 führte auch groß die Parameter für ein derartiges Netz auf: Die Durchmesser der Netzmaschen sollten 150 bis 200 km betragen und die hierfür benötigten Umspannwerke mit Transformatoren im 100-MVA-Bereich am Leistung liegen. Anders als das RWE, das bereits in den 1920er Jahren eine nochmalige Erhöhung der Spannung auf 380 bzw. 400 kV eingeplant hat, verwarf die EWAG einen möglichen Einstieg in die 400-kV-Ebene. Stattdessen forcierte sie die Höchstspannungsübertragung mit Gleichstrom und der Verlegung von Kabeltrassen statt Freileitungen.
Tatsächlich starteten im August 1941 die Arbeiten für eine 115 km lange, bipolare Hochspannungs-Gleichstrom-Übertragung mit ±200 kV Spannung zwischen dem Kraftwerk Elbe in Vockerode und Berlin-Marienfelde. Das sogenannte Elbe-Projekt war bis April 1945 in Teilen baulich fertiggestellt, dies betraf das Stromrichterwerk in Vockerode mit dort verbauten Quecksilberdampfgleichrichtern und die Kabeltrasse. Nach Kriegsende wurde die Anlage als Reparationsleistung durch die sowjetische Militäradministration abgebaut und in Russland wieder aufgebaut.
Als erste Ausbaustufe der Erweiterung des 220-kV-Netzes der EWAG war eine Leitung von Österreich nach Schlesien geplant, die in einem zweiten Schritt als Ringleitung durch schlesisches Gebiet über Trattendorf zurück nach Zschornewitz führen sollte – diese Standorte waren über die Umspannwerke Marke und Dieskau bereits an die bestehende 220-kV-Leitung angeschlossen. Auf dem Gebiet der Ostmark sollten die Raffinerie Moosbierbaum der Donau Chemie und der Großraum Wien eingebunden werden. Die von den Alpen-Elektrowerken durchgeführten Bauarbeiten für diese Leitung waren Mitte 1943 schon sehr weit fortgeschritten, die Umspannwerke Moosbierbaum, Bisamberg, Gänserndorf und Rohrau befanden sich im Bau – größtenteils unter dem Einsatz von KZ-Häftlingen und Kriegsgefangenen, die als Zwangsarbeiter eingesetzt wurden. Ende 1944 war die Erweiterung des Umspannwerks Ernsthofen in Betrieb und auf der 221 km langen Strecke von Ernsthofen bis Rohrau war der größte Teil der Masten bereits aufgestellt.
Die Fortführung der Leitung über Ostrava im mährisch-schlesischen Industriegebiet bis nach Byczyna südöstlich von Katowice wurde in Angriff genommen und nur im nördlichen Teil vor Kriegsende fertiggestellt. Zum Ringschluss zwischen schlesischem und mitteldeutschem Industriegebiet begannen zur Kriegszeit die Arbeiten an einer 220-kV-Leitung vom Umspannwerk Marke über Großräschen zum Kraftwerk Trattendorf, die Arbeiten wurden kriegsbedingt Anfang 1945 eingestellt.
Das 1944 erstmals Strom erzeugende Kraftwerk Kaprun sollte ursprünglich über eine 220-kV-Leitung zum Umspannwerk St. Peter in die Reichssammelschiene einspeisen, es kam bei der Planung allerdings zu Einwänden über die Leitungsführung im alpinen Bereich. Sowohl eine Streckenführung über Bad Reichenhall als auch über das Salzachtal stieß bei den anliegenden Gemeinden auf Ablehnung, weshalb der Bau dieser Leitung zunächst zurückgestellt und letztlich nie realisiert wurde. Stattdessen wurde Kaprun an das bestehende österreichische 110-kV-Netz angeschlossen und über das Arthurwerk und das Kraftwerk Timelkam zum Umspannwerk Wegscheid bei Linz eingespeist. Ab 1943 konnte über die Leitung Wegscheid–Ernsthofen letztlich doch ein Verbundbetrieb zwischen österreichischer Wasserkraft und mitteldeutscher Braunkohle hergestellt werden.

## Ursprünglicher Trassenverlauf
Beginn der Leitung war anfangs die Schaltanlage des Kraftwerks Harbke, wo sie mit einem Stromkreis angebunden war, während der andere Stromkreis von der von Lehrte herkommenden Leitung übernommen wurde und weiter nach Magdeburg verlief. Erst 1942 wurde das Umspannwerk Helmstedt als Gemeinschaftsanlage der Preußenelektra und der EWAG gebaut, womit beide Stromkreise hier nun ihren Beginn fanden. Neben der Einspeisung der Kraftwerksleistung aus dem Helmstedter Braunkohlerevier war die Verknüpfung der beiden Energieversorger mit ihren Höchstspannungsnetzen Hauptzweck der Anlage.
Die Leitung führte nach Osten, quer durch die Magdeburger Börde zum Umspannwerk Magdeburg. Diese Anlage diente in erster Linie dem Austausch von elektrischer Energie mit dem Hochspannungsnetz der Elektrizitätswerk Sachsen-Anhalt AG (ESAG), die in der preußischen Provinz Sachsen und dem Freistaat Anhalt ein Hochspannungsnetz mit 55 und 110 kV Spannung betrieb. Daneben existierte eine 110-kV-Leitung der EWAG vom Umspannwerk Magdeburg nach Berlin-Spandau. Die Versorgung der Stadt Magdeburg und des Umlands erfolgte durch die ESAG, die in unmittelbarer Nähe ein eigenes Umspannwerk in Diesdorf besaß.
Von Magdeburg aus führte die Leitung nach Süden, weiter durch die Bördelandschaft, anschließend nach Südosten und schließlich, an Bernburg und Köthen nördlich vorbei, nach Osten zum Umspannwerk Marke. Dieses Umspannwerk wurde gebaut, um die elektrische Energie mehrerer EWAG-Kraftwerke einzuspeisen: Zwei zweikreisige 110-kV-Leitungen verbanden das Umspannwerk mit dem Kraftwerk Zschornewitz, zwei weitere mit dem Kraftwerk Elbe. Eine fünfte 110-kV-Leitung führte zum Umspannwerk Susigke zur Versorgung des Aluminiumwerks in Aken.
Der Abschnitt von Marke nach Dieskau verlief durchgehend in südliche Richtung, an Bitterfeld vorbei. An das Umspannwerk Dieskau waren, genau wie in Marke, zwei zweikreisige 110-kV-Leitungen vom Kraftwerk Zschornewitz her angebunden, weitere Leitungen führten zum Netz der ESAG im nahen Umspannwerk Gröbers und zu den Buna-Werken in Schkopau. Hinter Dieskau folgte ein Abschnitt nach Südwesten, an Halle vorbei, ehe nach Querung der Unstrut und der Finne das Thüringer Becken erreicht wurde. Zwischen Weimar und Apolda schwenkte sie nach Südosten und durchquerte die östlichen Ausläufer des Thüringer Walds, das Orlatal und kreuzte die Saale bei Ziegenrück, ehe sie das Umspannwerk Remptendorf erreichte.
Remptendorf diente in erster Linie der Einspeisung elektrischer Energie aus den beiden umliegenden Pumpspeicherkraftwerken am Hohenwarthe- und Bleilochstausee. Über Leitungen nach Herlasgrün und Neuhaus-Schierschnitz bestand Anbindung an die Aktiengesellschaft Sächsische Werke und das Thüringenwerk – letztgenanntes stellte über Neuhaus und Kulmbach auch eine Verbindung zum Netz des Bayernwerks her. Der weitere Verlauf der Reichssammelschiene führte über die Höhen des Thüringer Waldes und des Frankenwalds, nordwestlich an Kronach vorbei, durch das Maintal auf die Fränkische Alb nahezu geradeaus nach Süden, oberhalb des Regnitztals entlang. Südöstlich von Forchheim beginnt der heute noch bestehende Abschnitt der Originalleitung. Dieser führt nach Süden, ab Neunkirchen am Brand nach Südosten, schließlich nach Osten und ab Schnaittach wiederum nach Süden um Umspannwerk Ludersheim.
Als Koppelstelle mit dem Netz des Bayernwerks wurde das Umspannwerk Ludersheim an die bayerische 110-kV-Hauptringleitung angeschlossen. Weiterhin entstand durch die Großkraftwerk Franken AG (GFA) eine 110-kV-Leitung zum Umspannwerk Nürnberg-Ost. Somit erhielt die Stadt Nürnberg, deren städtisches Stromnetz hauptsächlich vom Kraftwerk Franken aus versorgt wurde, eine zweite Einspeisung. Der noch bestehende Abschnitt zum Umspannwerk St. Peter führt in südliche bis südöstliche Richtung quer über die Hochebenen der Fränkischen Alb, überquert in Dietfurt die Altmühl und bei Bad Gögging die Donau, führt an Abensberg vorbei und erreicht das Isartal östlich von Landshut. Von dort geht es in südöstliche bis östliche Richtung quer durchs niederbayerische Gebiet um Vilsbiburg und Eggenfelden, ehe bei Simbach der Inn überquert und unmittelbar danach das Umspannwerk St. Peter erreicht wird.
Das Umspannwerk St. Peter hatte eine wichtige Funktion, denn von hier aus bestanden Freileitungsverbindungen zu den Wasserkraftwerken entlang des Inns und, über das Mattigwerk in Ranshofen, zum Umspannwerk Töging des Innwerks. Über dieses wurden die zahlreichen Aluminium- und Chemiewerke im Gebiet zwischen Mühldorf und Burghausen versorgt, außerdem bestand eine Verbindung mit der Tiroler TIWAG. Der mittlerweile erneuerte Abschnitt von St. Peter nach Ernsthofen führt nach Osten, unmittelbar nördlich an Ried und nordöstlich am Hausruck vorbei, überquert östlich von Lambach die Traun und durchquert das oberösterreichische Voralpenland, ehe nördlich von Steyr sich die Richtung nach Norden ändert, die Enns überquert und direkt danach das Umspannwerk Ernsthofen erreicht wird.
Obwohl nur als temporärer Endpunkt geplant, war das Umspannwerk Ernsthofen die zentrale Stelle, um den Strom aus den alpinen Wasserkraftwerken einzuspeisen. Dies gelang allerdings aufgrund fehlender Leitungskapazitäten nicht im gewünschten Umfang, da das damals im Bau befindliche Kraftwerk Kaprun nur übers 110-kV-Netz und mehrere Umspannwerke dazwischen verbunden war. Die geplanten 220-kV-Leitungen von Kaprun nach St. Peter und Ernsthofen wurden nicht mehr realisiert. Wichtig war daher die Anbindung mit dem Umspannwerk Wegscheid in Linz, über das auch die Industrieanlagen der Linzer Stahl- und Chemieindustrie versorgt wurden. Weitere Leitungen entstanden zum Umspannwerk Hessenberg in der Steiermark und zum Umspannwerk Gresten, das neben einigen Wasserkraftwerken auch eine Anbindung an die erste österreichische 110-kV-Leitung nach Wien hatte.

### Umspannwerke
| Name des Umspannwerks | Bauherr     | Spannungsebenen | Weitere angebundene Energieversorger | Eingebundene Kraftwerke                                                     | Angebundene Industriebetriebe                                                                                            | Inbetrieb- nahme |
| --------------------- | ----------- | --------------- | ------------------------------------ | --------------------------------------------------------------------------- | --- | ---------------- |
| Helmstedt             | PREAG, EWAG | 220 kV, 110 kV  | PREAG, BKB                           | Kraftwerk Harbke                                                            | | 1942             |
| Magdeburg             | EWAG        | 220 kV, 110 kV  | ESAG                                 |                                                                             | | Dezember 1938    |
| Marke                 | EWAG        | 220 kV, 110 kV  |                                      | Kraftwerk Zschornewitz, Kraftwerk Elbe                                      | Aluminiumwerk Aken | Dezember 1938    |
| Dieskau               | EWAG        | 220 kV, 110 kV  | ESAG                                 | Kraftwerk Zschornewitz                                                      | I.G. Farben Werk Bitterfeld, Buna-Werke Schkopau                                                                         | Dezember 1938    |
| Remptendorf           | EWAG        | 220 kV, 110 kV  | Thüringenwerk, ASW                   | Hohenwartetalsperre, Bleilochtalsperre                                      | | Januar 1941      |
| Ludersheim            | EWAG        | 220 kV, 110 kV  | Bayernwerk, GFA                      |                                                                             | | Januar 1941      |
| St. Peter             | EWAG        | 220 kV, 110 kV  | Innwerk                              | Kraftwerk Töging, Kraftwerk Ering-Frauenstein, Kraftwerk Egglfing-Obernberg | VAW Aluminiumwerke Töging, Aluminiumwerk Ranshofen (Mattigwerk), I.G. Farben Werk Gendorf, Wacker-Chemie Werk Burghausen | November 1941    |
| Ernsthofen            | EWAG        | 220 kV, 110 kV  | Innwerk                              | Kraftwerk Opponitz, Kraftwerk Gaming                                        | Reichswerke Hermann Göring Linz, Stickstoffwerke Ostmark                                                                 | November 1941    |

## Technische Aspekte

### Mastbild
Anders als bei der Nord-Süd-Leitung, für die extra neue Masttypen entworfen wurden, lehnte man sich bei den Masten der Reichssammelschiene an die Standardbauform der EWAG an, die in den 1940er Jahren großräumig verwendet wurden. Dabei handelte es sich um Donaumasten mit einer zusätzlichen Traverse für die Aufnahme von zwei Erdseilen. Bei Tragmasten ist diese Traverse knapp über der ersten Leiterseile führenden Traverse angebracht, bei Abspannmasten ist der Abstand etwas größer. Noch heute findet man Leitungen auf derartigen Masten um die Stahlwerke in Peine und Salzgitter, das Kraftwerk Vockerode und zwischen den Stahlwerken Linz und Ernsthofen. Auch im heutigen Polen sind diese Masten häufig anzutreffen, etwa um das oberschlesische Kraftwerk Chorzów. Die Masten der Reichssammelschiene können als eine Modifikation der 110-kV-Masten angesehen werden. Auch war sie nicht die einzige Leitung mit diesen Masten, da auch die 220-kV-Leitung Hallendorf–Lehrte zur Versorgung des Kraftwerks- und Stahlstandorts Salzgitter diese Masten verwendet. Sogar einige 20-kV-Leitungen bei Salzgitter wurden auf Masten dieser Bauart errichtet.
Ausgenommen hiervon war der Abschnitt Harbke–Magdeburg, da diese Leitung bereits 1935 durch die Braunschweigischen Kohlen-Bergwerke für einen späteren 220-kV-Betrieb errichtet wurden. Diese nutzte Masten mit umgekehrter Donau-Anordnung, d. h. 4 Leiterseile auf der oberen und 2 auf der unteren Traverse zuzüglich zwei an der oberen Traverse angebrachten Erdseilen. Die Fortsetzung dieser Leitung nach Spandau besaß die gleiche Mastform.
Zumindest vor den Umspannwerken Magdeburg, Remptendorf, Ludersheim und St. Peter wurde der jeweils letzte Mast vor Einmündung in die Schaltanlage in einer abweichenden Bauform errichtet, diese Masten hatten ebenfalls eine Erdseiltraverse, die Leiterseile waren allerdings an drei Traversen aufgehängt – ähnlich einem Tannenbaummast, allerdings hatten die drei Traversen alle dieselbe Länge. Auch hatten diese Masten im Vergleich zu den anderen Masten der Leitung ein stärkeres Profil. Die meisten Masten der Leitung wurden aus Stahlprofilen zusammengebaut, ein Abschnitt auf österreichischem Gebiet, etwa ab dem späteren Umspannwerk Hausruck bei Lambach bis Wolfern, verwendet dagegen aus Rohren zusammengesetzte Stahlfachwerkmasten. Diese haben eine größere Grundfläche und besitzen ebenso ein stärkeres Profil. In den 1980er Jahren wurden entlang dieser Masten die Erdseiltraversen abgebaut und stattdessen eine einfache Erdseilspitze montiert.
Für die vor dem Zweiten Weltkrieg in Bau befindliche und in Teilen bereits fertiggestellte Fortsetzung von Ernsthofen in Richtung Wien und weiter nach Mähren wurden keine Donaumasten, sondern Tonnenmasten mit einfacher Erdseilspitze eingesetzt. Dieser Masttyp ist bis heute in Österreich am weitesten verbreitet. Die Donauschiene, an die zahlreiche österreichische Donaukraftwerke angebunden sind, entwickelte sich aus dieser Leitung.

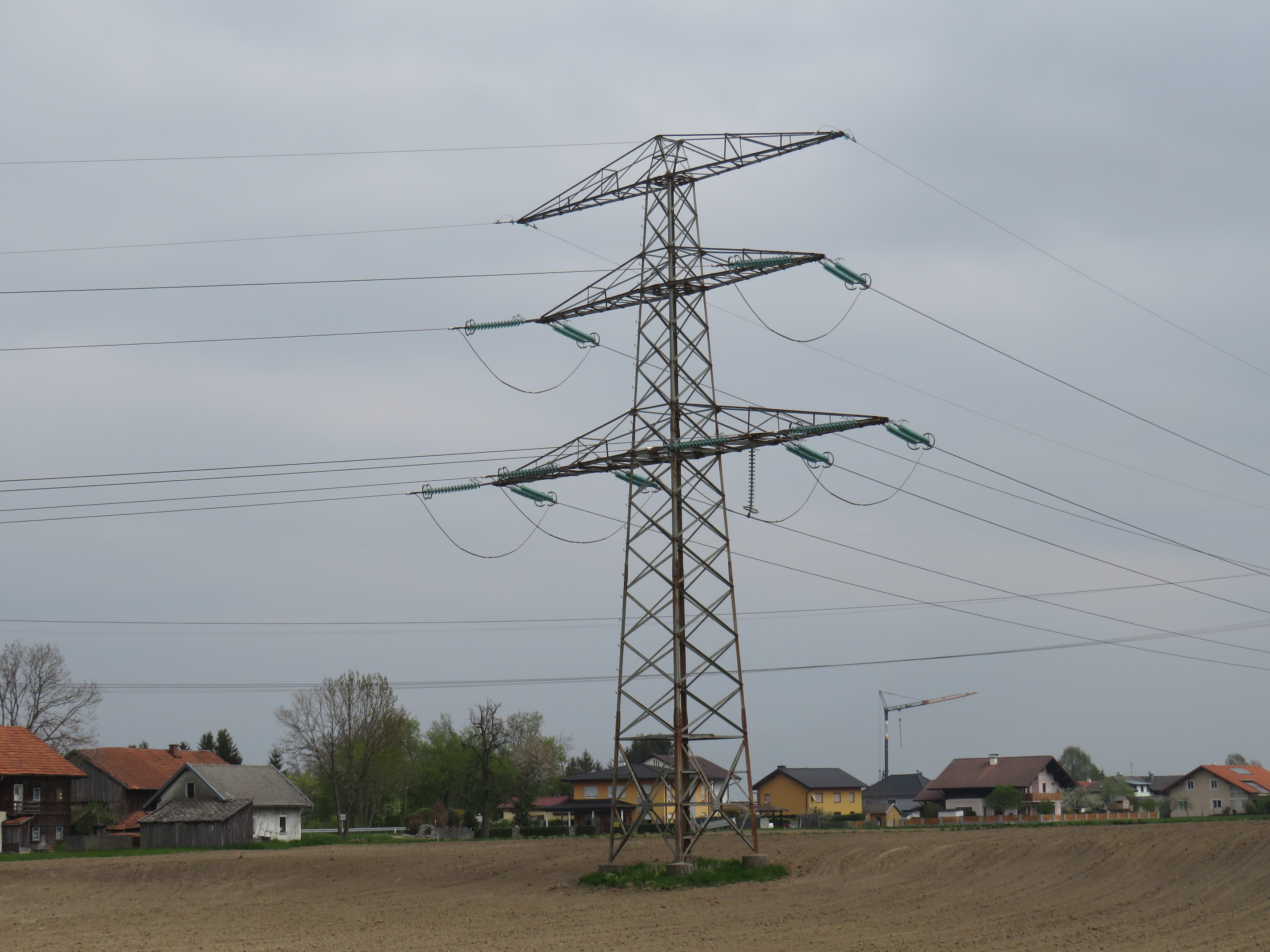
Abspannmast
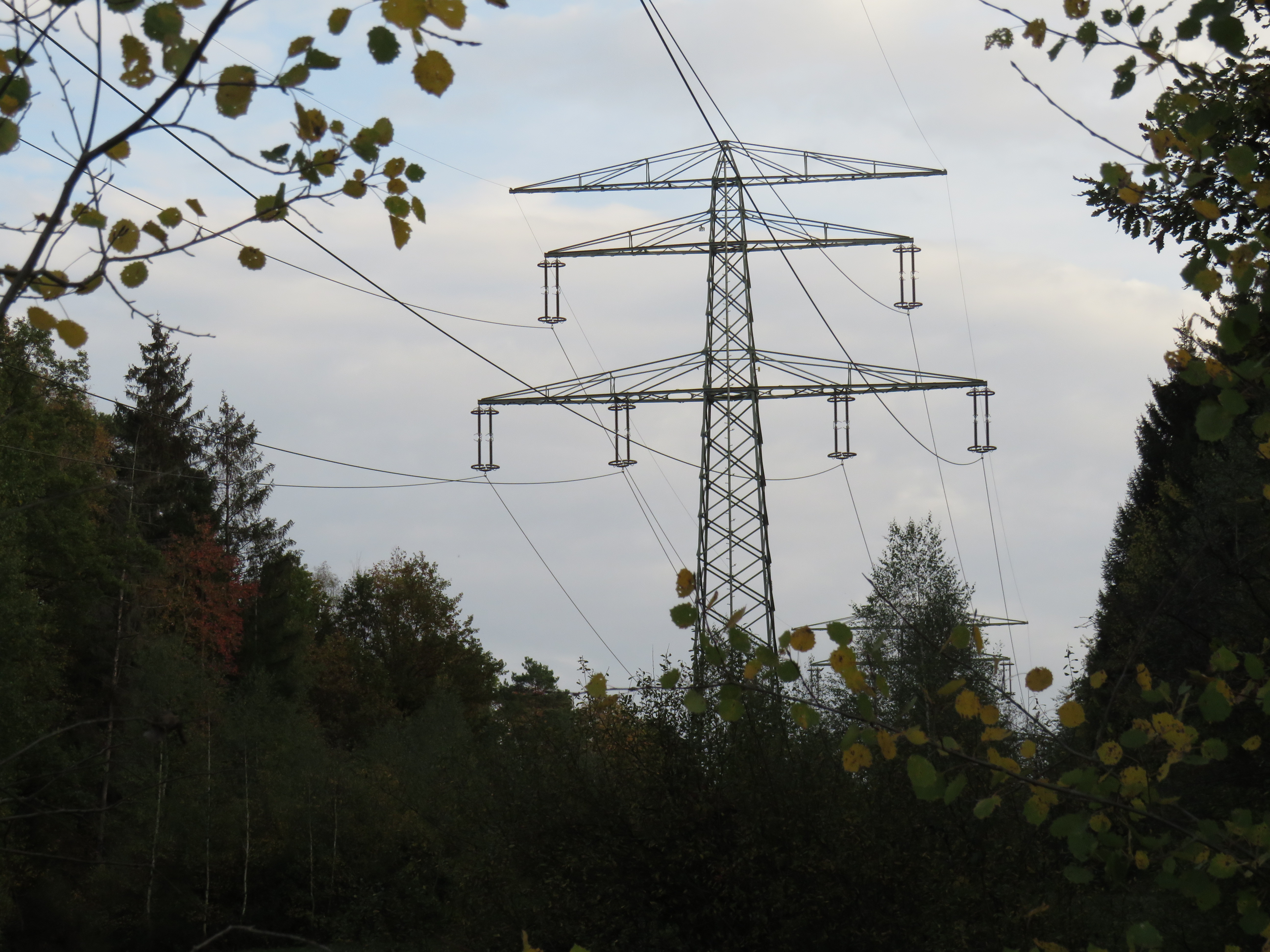
Tragmast
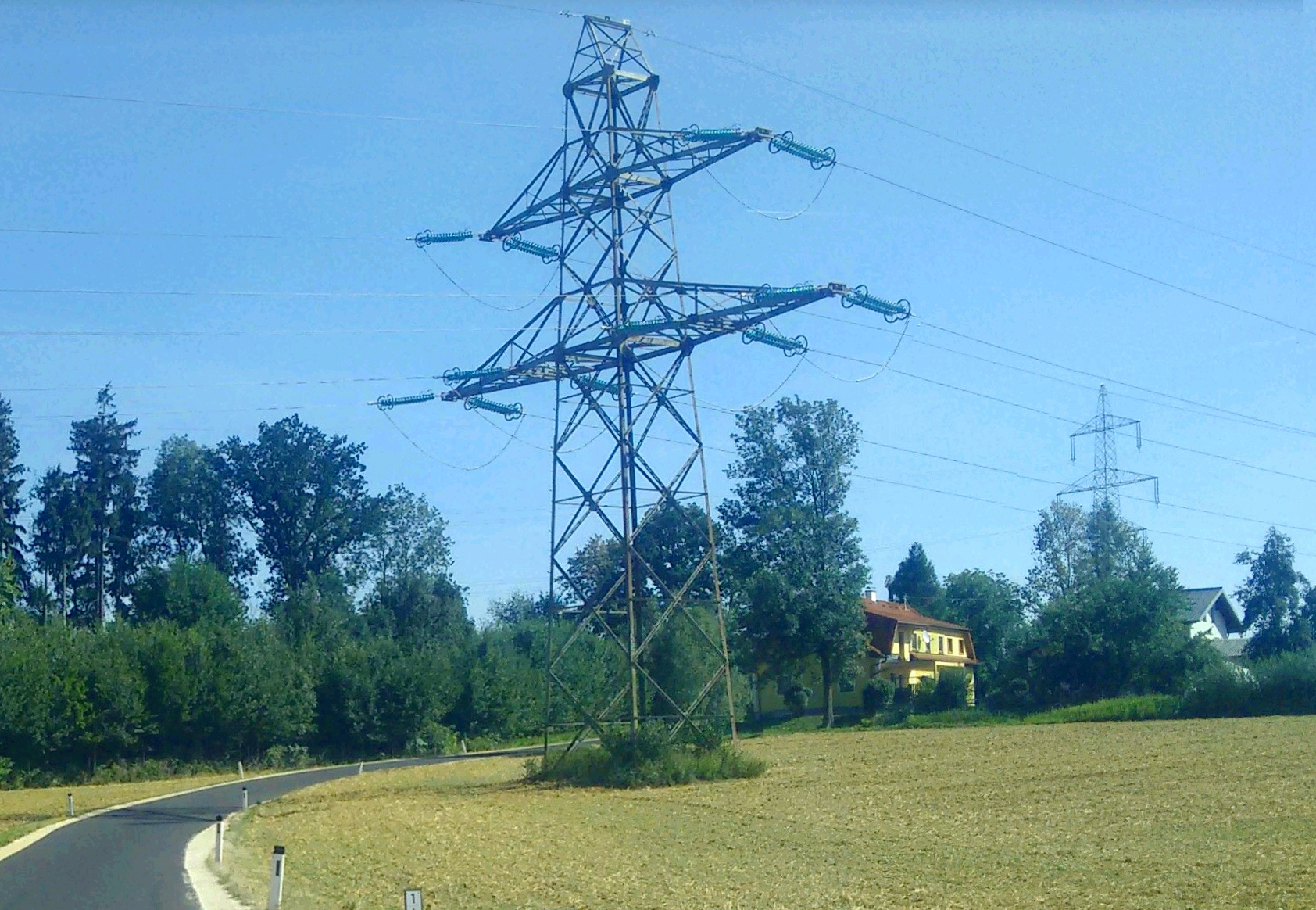
Mast auf oberösterreichischem Gebiet, mittlerweile durch Neubau ersetzt

### Mastaufbau

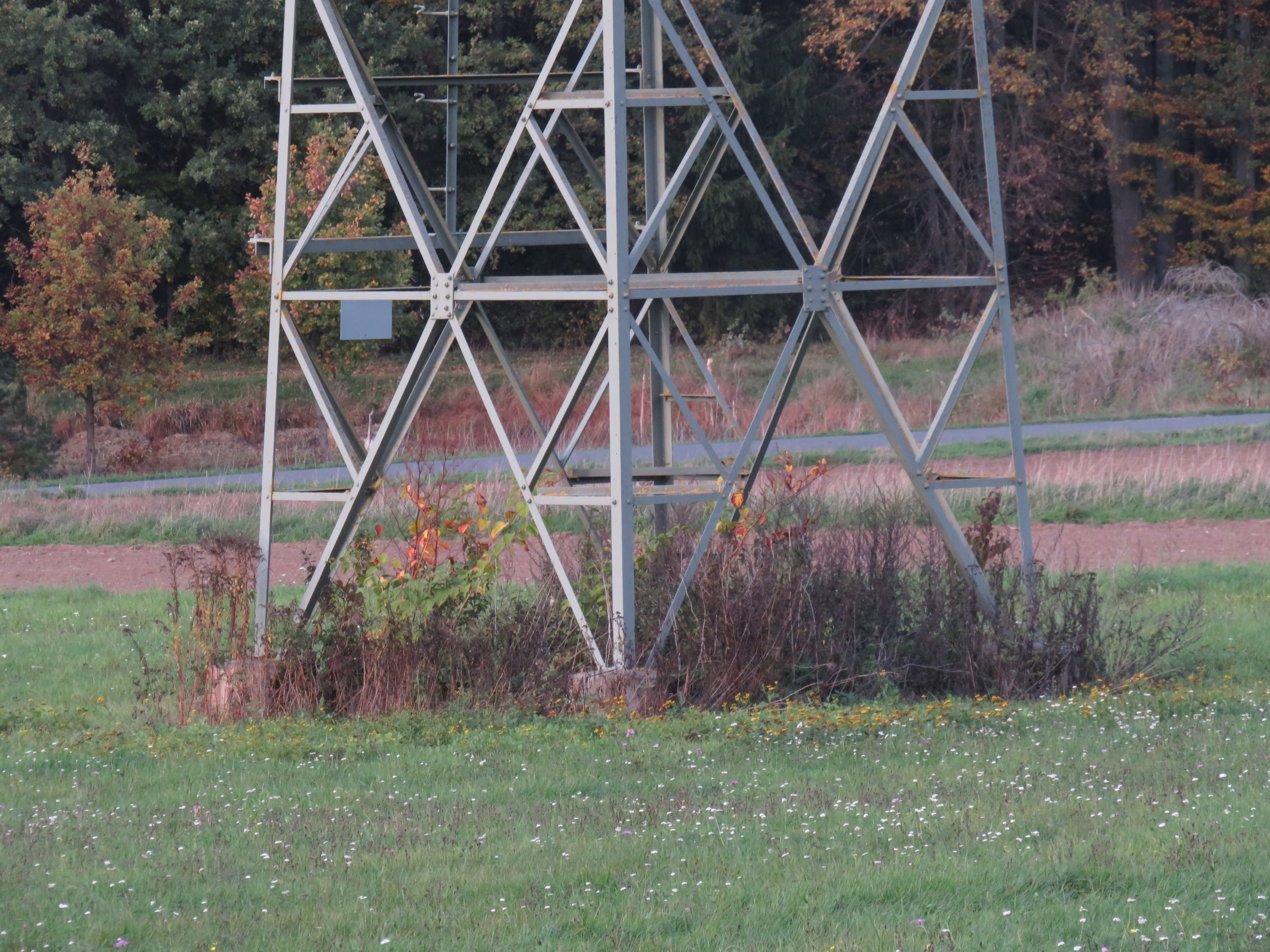
Betonfundament eines Tragmasten

In der 1969 von der Deutschen Verbundgesellschaft herausgegebenen Chronik Entstehung und Entwicklung des Verbundbetriebs in der deutschen Elektrizitätswirtschaft bis zum europäischen Verbund werden die technischen Aufbauten der Leitung näher beschrieben. Es existieren Planskizzen zum technischen Aufbau der standardisierten Trag- und Abspannmasten der Leitung. Ein Tragmast besitzt eine Gesamthöhe von rund 30 m bis zur Spitze, wobei sich die Erdseiltraverse in 28,5 m, die obere Leiterseiltraverse in 25,5 m und die untere Leiterseiltraverse in 19 m Höhe befindet. Bei Abspannmasten, die in der Regel 29,5 m hoch sind, befindet sich die Erdseiltraversse in 27,5 m, die obere Leiterseiltraverse in 23 m und die untere Leiterseiltraverse in 16,5 m Höhe. Beide Mastbauformen sind 22 m breit, dabei reichen die Traversen pro Seite bis zu 11 m über den Schaft hinaus.
Sowohl Trag- als auch Abspannmasten wurden nicht mit den bisher üblichen Blockfundamenten aus Holzschwellen oder Beton ausgeführt, sondern sind mit ihren Eckstielen einzeln jeweils mit einem Betonfundament im Erdreich verankert. Die Leitung gehörte somit zu den ersten, bei denen dies angewendet wurde. Tragmasten sind nicht regelmäßig quadratisch, da die Masten an der Frontseite (zur Leitungsrichtung hin) 4,013 m breit sind und zur Seite hin 4,089 m. Abspannmasten sind im Grundriss regelmäßig quadratisch mit einer Seitenlänge von 4,213 m.
Der mittlere Mastabstand zueinander betrug im Regelfall 300 m.

### Isolation
Verwendet wurden beim Bau der Leitung Kappenisolatoren, die bei Tragmasten als Einzelkette und bei Abspannmasten als Doppelketten ausgeführt waren. Auch hier wurden in Raureifgebieten andere Aufbauten verwendet als bei der restliche Strecke. Die Isolatorketten bestanden immer aus jeweils 12 Elementen, die anhand ihrer Stärke unterschieden wurden. Rauhreifstrecken verwendeten bei Tragmasten dieselben Isolatoren wie bei den Abspannmasten der Normalstrecken (Bezeichnung: K 4), während die Tragketten bei Normalstrecken leichter ausgeführt waren (K 3) und die Abspannketten bei Rauhreifstrecken stärker (K 5).

### Leiterseile
Die Leitung war durchgehend mit zwei Stromkreisen für eine Nennspannung von 220 kV belegt, die mit Einfachseilen ausgeführt waren. Beim Bau der Reichssammelschiene nutzte man die Erfahrungen, die man seit etwa 10 Jahren mit Leiterseilen für Freileitungen über 110 kV gesammelt hatte. Der Verzicht auf Kupfer als Leiterseilmaterial ist jedoch hauptsächlich auf einen Erlass der „Überwachungsstelle für unedle Metalle“ beim Reichswirtschaftsministerium vom 1. Juni 1934 zurückzuführen, der die Verwendung von Kupfer als Baumaterial größtenteils untersagte. Dieses Verbot galt für Freileitungen ab 30 kV und einem Leiterseilquerschnitt größer als 25 mm².
Für diese Leitung wurden daher Stahl-Aluminium-Seile mit einem Durchmesser von 27,9 mm und einem Querschnitt von 340 mm² verwendet (Bezeichnung: 341° Al + 111° Fe). Der thermische Grenzstrom dieser Leiterseile betrug 800 A. Bei den verbauten Isolatoren handelte es sich um Kappenisolatoren aus Glas. Die auf Rüstungsproduktion fokussierte Industrie machte das Beschaffen der Materialien für Leiterseile und Isolatoren schwierig.
Die beiden Erdseile wurden in zwei Varianten ausgeführt: Auf den meisten Strecken wurde ein 70 mm²-Stahlseil verlegt; bei Abschnitten, auf denen eine größere Raureifbildung zu erwarten war, kamen 95 mm²-Stahlseile zum Einsatz.

### Stromkreise
Für die Kennzeichnung jedes aufgelegten Stromkreises verwendete die EWAG eine dreistellige Ziffer. Auf der Reichssammelschiene wurden folgende Bezeichnungen angewendet:
| Abschnitt              | Stromkreise | Inbetriebnahme | Länge    |
| ---------------------- | ----------- | -------------- | -------- |
| Helmstedt–Magdeburg    | 291, 292    | Dezember 1938  | 39,5 km  |
| Magdeburg–Marke        | 293, 294    | Dezember 1938  | 74,9 km  |
| Marke–Dieskau          | 295, 296    | Dezember 1938  | 36,4 km  |
| Dieskau–Remptendorf    | 297, 298    | Januar 1941    | 134,8 km |
| Remptendorf–Ludersheim | 299, 300    | Januar 1941    | 153,8 km |
| Ludersheim–St. Peter   | 301, 302    | November 1941  | 195,0 km |
| St. Peter–Ernsthofen   | 303, 304    | November 1941  | 111,0 km |

## Leitungsbetrieb in drei Staaten (1945–1990)

### Demontagen
Mit der Kapitulation der Wehrmacht und der Einrichtung der alliierten Besatzungszonen nach 1945 kam es zu Reparationsforderungen seitens der Sowjetunion. Neben Industrie- und Bahnanlagen betrafen diese auch Einrichtungen zur
Energieversorgung. Eine herausragende Bedeutung hatte die Reichssammelschiene, weil sie die einzige Hochspannungsfreileitung auf dem Gebiet der sowjetischen Besatzungszone war, die mit einer Spannung oberhalb der 110 kV betrieben wurde und damit zum Höchstspannungs-Verbundnetz gehörte. Eine ab 1941 gebaute und fertiggestellte HGÜ-Verbindung zwischen dem Kraftwerk Vockerode und Berlin ging aufgrund des Krieges nicht mehr in Betrieb, die bereits verbauten Komponenten gingen als Reparationsleistung an die Sowjetunion.
Demontiert wurden das komplette Umspannwerk Marke und einzelne Transformatoren anderer wichtiger Umspannwerke, wodurch es zu Problemen bei der Bereitstellung von Transformatorenleistung kam. Im Umspannwerk Remptendorf wurde der Haupt- und Regeltransformator 1 zwecks Demontage vom Netz genommen. Wie an vielen Doppelleitungen wurde entlang der 220-kV-Leitung der Reichssammelschiene einer der Stromkreise abmontiert, dies betraf die Abschnitte Magdeburg–Marke, Marke–Dieskau, Dieskau–Remptendorf und Remptendorf–Landesgrenze zu Bayern. Im Zuge der Beseitigung von Kriegsschäden, die im Wesentlichen bis 1947 andauerte, als die Sowjetunion demontierte Anlagen in Teilen wieder zurückgab, erneuerte man auch die genannten Teilstücke der Reichssammelschiene. Statt der vorher verwendeten Kappenisolatoren wurden erstmals neu entwickelte Langstabisolatoren auf der 220-kV-Ebene eingesetzt, was sich positiv auf die Versorgungssicherheit auswirkte. Dennoch wurde zumindest bis Ende der 1950er Jahre die Sammelschiene abschnittsweise nur einkreisig betrieben, etwa bei Schkopau.

### Unterbrechung des Verbundbetriebs
Unmittelbar nach Kriegsende war die bayerische Energiepolitik von zwei gegensätzlichen Standpunkten geprägt: Leonhard Wolf forderte in seiner Funktion als bayerischer Landeslastverteiler seit Oktober 1945 die Eingliederung aller in Bayern gelegenen Kraftwerke ins Bayernwerk, insbesondere der bisher dem Reich gehörenden Anlagen. Namentlich wurde in einem Brief an die amerikanische Militärregierung die VIAG erwähnt, deren bayerischer Besitz treuhänderisch dem bayerischen Ministerpräsidenten übergeben werden und von diesem ans Bayernwerk übertragen werden soll. Statt des Verbundbetriebs zwischen mitteldeutscher Kohle- und alpiner Wasserkraft hatte der verbliebene Abschnitt der Reichssammelschiene im Wesentlichen nur noch eine nachrangige Bedeutung für das Netz des Bayernwerks: Da die Anlagen der Innwerke nach wie vor Strom produzierten aber nicht mehr im selben Maße wie vor Kriegsende absetzten und das Leitungsnetz des Bayernwerks punktuell stark beschädigt war, nutzte man die Strecke Ludersheim–St. Peter für den Transport elektrischer Energie aus den Inn-Staustufen nach Nordbayern bzw. Franken. Beide Umspannwerke waren an das 110-kV-Leitungsnetz des Bayernwerks angebunden. Der hundertprozentigen VIAG-Tochter EWAG sollten daher die 220-kV-Leitungen Remptendorf–Ludersheim und Ludersheim–St. Peter der Reichssammelschiene ans Bayernwerk übertragen werden, außerdem die Umspannwerke Ludersheim und St. Peter – letzteres, trotz seiner Lage im wiederhergestellten Österreich, aufgrund der Anbindung der 110-kV-Leitungen der Innwerke und damit vermiedener Engpässe. Auch die Innwerke gehörten, wie einige andere Energieversorger in Bayern, der VIAG und dienten vorrangig der Versorgung kriegswichtiger Industrie – im Fall der Innwerke waren dies die Vereinigten Aluminium-Werke (VAW) in Töging, die über das Umspannwerk St. Peter an die Reichssammelschiene der EWAG angebunden waren.
Im Kontrast zu Wolfs Forderungen, Anlagen der VIAG durch das Bayernwerk zu übernehmen, stand eine Rede Adolf Wächters in seiner Funktion als Aufsichtsratsmitglied des Bayernwerks vom 2. Januar 1947: Er erkannte die faktische Zerschlagung der vormaligen Verbundwirtschaft zwischen Bayernwerk und EWAG bzw. über diese weiter zur Preußenelektra. Stromeinfuhren in die sowjetische Zone wären zu diesem Zeitpunkt möglich gewesen, nicht jedoch die Ausfuhr aus dieser. Daher soll die Verbundwirtschaft des Bayernwerks an die südlich und vor allem westlich des Netzgebiets operierenden Energieversorgungsunternehmen angelehnt werden. Trotzdem erlaubte die sowjetische Militärregierung aufgrund der gestiegenen Stromerzeugung aus der mitteldeutschen Braunkohle zwischen 1947 und 1949 der EWAG übergangsweise noch, Elektrizität über die Leitung Remptendorf–Ludersheim ans Bayernwerk zu liefern. Im Februar 1949, dem letzten Monat dieser Lieferungen, betrug die über den verbliebenen Stromkreis der Leitung transportierte Menge noch 8.646.000 kWh.
Mit der Energiewirtschaftsverordnung vom 22. Juni 1949 wurde die Struktur der Energieversorgung auf dem Gebiet der sowjetischen Besatzungszone völlig neu strukturiert: Alle Gas- und Elektrizitätsversorger wurden unter zonale Verwaltung gestellt und in fünf Energiebezirke aufgeteilt. Spätestens Ende 1950 waren alle ehemaligen Verbindungen zum Bayernwerk unterbrochen. Im Zuge der fortschreitenden Abriegelung der sowjetischen Zone bzw. der 1949 gegründeten DDR wurde 1952 die Trennung vom West-Berliner, 1954 dann die Trennung vom westdeutschen Stromnetz veranlasst. Die Netze zwischen der BRD und der DDR waren anschließend, mit Ausnahme einiger Nieder- und Mittelspannungsleitungen zwischen Hessen/Niedersachsen und Thüringen, voneinander getrennt. Der Abschnitt zwischen Helmstedt und Magdeburg wurde im Bereich der Zonengrenze daher ebenfalls demontiert.
Schon im Oktober 1946 nahm das Bayernwerk Kontakt zum RWE, später auch mit der Preußenelektra, auf. Hintergrund war die Anbindung des bayerischen Abschnitts der Reichssammelschiene an die bestehenden 220-kV-Netze des RWE bzw. der Preußenelektra. Die Verhandlungen gestalteten sich positiv, der Bau einer Verbindungsleitung verzögerte sich aufgrund des allgemein herrschenden Materialmangels einige Jahre hin. Am 4. Dezember 1949 ging die 220-kV-Leitung Ludersheim–Aschaffenburg in Betrieb. Ende 1950 wurde mit der Verbindung Aschaffenburg–Kelsterbach das RWE, im Frühjahr mit der Leitung Aschaffenburg–Borken die Preußenelektra mit dem westdeutschen EWAG-Netz verbunden. Ausführendes Unternehmen beim Bau dieser Leitungen war auf bayerischem Gebiet das Bayernwerk, auf hessischen Gebiet der jeweils angrenzende Energieversorger.
1948 gründeten die acht größten westdeutschen Energieversorger die Deutsche Verbundgesellschaft, die Berliner Bewag schloss sich dem 1949 an. Als Gründungsmitglied der Union pour la coordination de la production et du transport de l’électricité (UCPTE) war die DVG Teil des gemeinsam koordinierten westeuropäischen Verbundnetzes. Die DDR schloss sich ihrerseits dem Vereinigten Energiesystem (VES) „Frieden“ der Staaten des RGW an.

### Trasse in der DDR
Die noch verbliebenen Abschnitte der Reichssammelschiene auf dem Gebiet der DDR, insgesamt 245 km Leitungstrasse, wurden in den Ausbau des landesweiten Hochspannungsnetzes mit einbezogen. Im Zuge der Bezirkseinteilung nach der Verwaltungsreform 1952 wurden die 1948 aus der EWAG und den regionalen Energieversorgungsunternehmen gegründeten Energiekombinate in Energiebezirke umgewandelt. Die 15 Energiebezirke (alle 14 Bezirke der DDR plus Ost-Berlin) waren als formal eigenständige Betriebe in der Vereinigung Volkseigener Betriebe VEB Energieversorgung zusammengefasst. Der Betrieb des gesamten DDR-Verbundnetzes wurde mit der Verordnung über die Leitung der Energiewirtschaft vom 18. April 1963 (GBl. II/46) durch den zentralen VEB Verbundnetz übernommen.
Zu diesem Zeitpunkt waren die auf DDR-Gebiet verbliebenen Abschnitte der Reichssammelschiene die einzigen mit 220 kV Spannung betriebenen Leitungen. Ohnehin beschränkte sich der erste Zweijahresplan von 1949 nur auf die Beseitigung von Kriegsschäden und nicht auf den Bau neuer Leitungen. Der 1951 verabschiedete Fünfjahresplan sah den Ausbau des bestehenden Netzes und den Neubau von Kraftwerken und Leitungen vor. Nötig wurde dieser auch, da auf dem gesamten Gebiet der DDR nur drei 220-/110-kV-Transformatoren mit je 100 MVA Leistung existierten. Fiel der einzige verbliebene 220-kV-Stromkreis zwischen Dieskau und Remptendorf aus, so kam es zum kompletten Ausfall der Stromversorgung Thüringens, was mehrfach geschah.
Ein erster Netzausbau war schon 1949 vorgesehen, allerdings unter rein militärstrategischen Gesichtspunkten, um Anlagen der Wismut mit Energie zu versorgen. Das Unternehmen baute im westlichen Erzgebirge Uran ab, das für den Bau sowjetischer Atomwaffen eingesetzt wurde. Die bisherige Versorgung aus dem 30-kV-Netz wurde als unzureichend empfunden. Eine als Provisorium gedachte, 70 km lange 110-kV-Leitung auf Holzmasten zwischen dem Kraftwerk Espenhain und Zwönitz ging nach halbjähriger Bauzeit noch 1949 in Betrieb. 1954 wurde diese dann durch eine 220-kV-Leitung ersetzt, den ersten größeren Leitungsneubau der DDR. Ausführendes Unternehmen war VEB Energiebau Radebeul. Aufgrund von Ressourcenknappheit mussten Masten und Leiterseile in der BRD beschafft werden. Die Inbetriebnahme erfolgte mit zunächst einem 110-kV-Stromkreis. 1956 wurde diese Leitung über das Umspannwerk Eula am Kraftwerk Espenhain hinaus nach Dieskau verlängert und 1957 auf ganzer Länge mit dem zweiten Stromkreis erweitert sowie auf 220 kV Spannung umgestellt.
Das Umspannwerk Marke wurde ab 1955 wieder aufgebaut und als 220-/110-kV-Anlage wieder in Betrieb genommen. Entlang der Reichssammelschiene entstanden in Bad Lauchstädt und Erfurt-Nord zwei neue 220-kV-Umspannwerke, in die die Leitung mit beiden Stromkreisen eingeschleift wurde. Der Schwerpunkt der Energieerzeugung in der DDR verlagerte sich mehr und mehr in die Lausitz mit ihren Braunkohlevorkommen und den neu errichteten Großkraftwerken. Der nächste Fünfjahresplan von 1956 legte daher fest, zum Abtransport der elektrischen Energie erste Leitungen und Umspannwerke für 380 kV Spannung zu bauen. Diese entstanden ab 1959 mit dem Bau des ersten Zentralumspannwerks (ZUW) Ragow, womit das 220-kV-Netz langsam die Bedeutung einer Verteilebene zwischen Höchstspannung und regionaler Verteilung erhielt.

### Trasse in Bayern
Mit der Wiederherstellung der Republik Österreich, zunächst unter alliierter Besatzung, und der Neuordnung der Elektrizitätswirtschaft in der sowjetischen Besatzungszone Deutschlands, der späteren Deutschen Demokratischen Republik, verlor die EWAG dem Großteil ihrer eigenen Anlagen. Lediglich das auf bayerischem Gebiet liegende, etwa 300 km lange Teilstück der Reichssammelschiene blieb auch nach dem Zweiten Weltkrieg in ihrem Besitz, wurde aber ans Bayernwerk verpachtet – eine der wenigen verbliebenen Ertragsquellen des Unternehmens. Auch war die EWAG weiterhin formal eine Tochtergesellschaft der VIAG und diese mit Aktienkapital am Bayernwerk beteiligt.
Pläne für den Ausbau der unteren Isar zwischen Landshut und Deggendorf zur Stromerzeugung existierten bereits in den 1920er Jahren. Zu diesem Zweck wurde 1923 die Untere Isar Aktiengesellschaft gegründet worden, an der im Januar 1929 das Bayernwerk 50 % des Aktienkapitals erwarb. Mehrfach wurde das Projekt, eine Staustufe bei Gottfrieding zu bauen, überarbeitet und schließlich auf Intervention des NS-Regimes unterbunden. Die Gesellschaft wurde 1941 aufgelöst. Nach Kriegsende wurden 1946 die Pläne durch das Bayernwerk wieder aufgenommen, nun war der Bau von neun Staustufen mit dazugehörigen Kraftwerken geplant. Die eigentlich günstigere Variante, einen Seitenkanal zu bauen und dort die Kraftwerke zu installieren, wurde fallengelassen, da man eine Verschlechterung der Bodenqualität im Isartal befürchtete. Daher wurden die Staustufen direkt im Flussbett der Isar errichtet.
Noch vor Erteilung der Baugenehmigung im April 1949 begann man mit dem Bau der beiden Kraftwerke Altheim und Niederaichbach. Zeitgleich wurde eine 220-/110-kV-Umspannanlage errichtet und an die Reichssammelschiene angeschlossen. Hierfür wurde die Leitungsführung nach Westen verschwenkt, dabei wurden in der neuen Trasse allerdings dieselben Masten wie auf dem Rest der Reichssammelschiene verwendet. Das Umspannwerk Altheim ging Ende 1951 in Betrieb und war nach Ludersheim die zweite Anlage im bayerischen Höchstspannungsnetz. Die letzte Staustufe wurde 1958 in Betrieb genommen, womit durch die Wasserkraft der Isar das westdeutsche Höchstspannungsnetz gespeist werden konnte.
Nachdem die DDR im Jahr 1954 die Leitungsverbindung Remptendorf–Redwitz an der Zonengrenze durchtrennte und der Abschnitt von dort zum Umspannwerk Remptendorf anschließend zurückgebaut wurde, hatte der auf bayerischem Gebiet liegende Abschnitt der Leitung zum Umspannwerk Ludersheim zunächst keinen Nutzen mehr. Eher provisorisch wurde der Abschnitt auf 110 kV degradiert und im Norden an die damals noch vollständig existierende Leitung Neuhaus–Kulmbach angeschlossen. In den 1950er Jahren entstand an der Leitung das 110-kV-Umspannwerk Redwitz, mit dem außerdem eine Verbindung zum Netz der Bayerischen Elektricitäts-Lieferungs-Gesellschaft AG (BELG), die Oberfranken mit Energie versorgte, hergestellt wurde.
Am Schnittpunkt mit der 110-kV-Leitung Kulmbach–Bamberg wurde 1958 in Würgau ein 110-kV-Umspannwerk gebaut, das Anfang der 1960er Jahre im Zuge des Baus der 220-kV-Leitung Bergrheinfeld–Würgau um eine 220-kV-Anlage erweitert wurde. Damit einher ging die erneute Umstellung der Spannung zwischen Würgau und Ludersheim auf 220 kV. Der Abschnitt Würgau–Redwitz wurde zunächst weiter mit einer Spannung von 110 kV betrieben. Auf den Netzkarten der Deutschen Verbundgesellschaft von 1957, 1959 und 1969 ist auch der weiterführende Teil bis nach Remptendorf noch als 220-kV-Leitung eingezeichnet, die an der Zonengrenze unterbrochen ist.
Im Laufe der Zeit entwickelte sich der bayerische Teil der Reichssammelschiene, zusammen mit der Leitung Ludersheim–Aschaffenburg, zum Rückgrat des bayerischen Höchstspannungsnetzes. Zur Versorgung der Industrieanlagen entlang des Inns entstand eine Stichleitung zum neuen 220-kV-Umspannwerk Pirach. Das Kohlekraftwerk Schwandorf wurde in den Jahren 1950 bis 1961 insgesamt fünfmal erweitert, die größere Menge an erzeugter elektrischer Energie wurde auf die 220-kV-Ebene eingespeist und über eine neue Freileitung ans Umspannwerk Ludersheim angeschlossen. Zwischen Grafenrheinfeld und Würgau wurde 1965 eine 220-kV-Leitung gebaut, die zusammen mit der Leitung Aschaffenburg–Grafenrheinfeld (1962 mit für 380-kV-Betrieb aufstockbaren Einebenenmasten errichtet) einen Ringschluss auf dieser Spannungsebene herstellte. Eine weitere Stichleitung zur Reichssammelschiene entstand 1966, mit dieser wurde das Kraftwerk Pleinting angebunden.
In den 1970er Jahren entstand mit dem Ostbayernring eine für die Spannungsebene von 380 kV ausgelegte Freileitung von Redwitz über Mechlenreuth, Etzenricht und Schwandorf nach Pleinting, die einen zweiten Ringschluss nach Osten hin erschloss. Diese Leitung wurde im Oktober 1974 mit zwei 220-kV-Stromkreisen in Betrieb genommen. Mit dem Bau der entsprechenden Schaltanlage im Umspannwerk Redwitz wurde der Abschnitt Redwitz–Würgau wieder auf 220 kV Spannung umgestellt. Zwischen 1971 und 1976 wurde entsprechend zum Ostbayernring auch das Gebiet in den westlichen Teilen Frankens und Altbayerns über eine solche Leitung erschlossen, die von Grafenrheinfeld über Raitersaich, Ingolstadt, Irsching, Ottenhofen und Niederaichbach nach Pleinting führt. Auf dieser Strecke wurde erstmals die Spannungsebene 380 kV angewendet und über die 1973 fertiggestellte Leitung Großkrotzenburg–Grafenrheinfeld ein Anschluss an das Höchstspannungsnetz der PreußenElektra hergestellt.
Im Jahr 1986 firmierte die EWAG von einer AG in eine GmbH um und gab ihre Besitztümer am Verbundnetz auf. Zuletzt handelte es sich nur noch um rund 370 km an 380- und 110-kV-Leitungen in West-Berlin und das rund 300 km lange Stück der vormaligen Reichssammelschiene in Bayern. Während das Westberliner Netz an die Bewag abgetreten wurde, kam nun das Bayernwerk in den Vollbesitz der 220-kV-Leitungen zwischen Würgau, Redwitz, Ludersheim, Altheim und St. Peter.

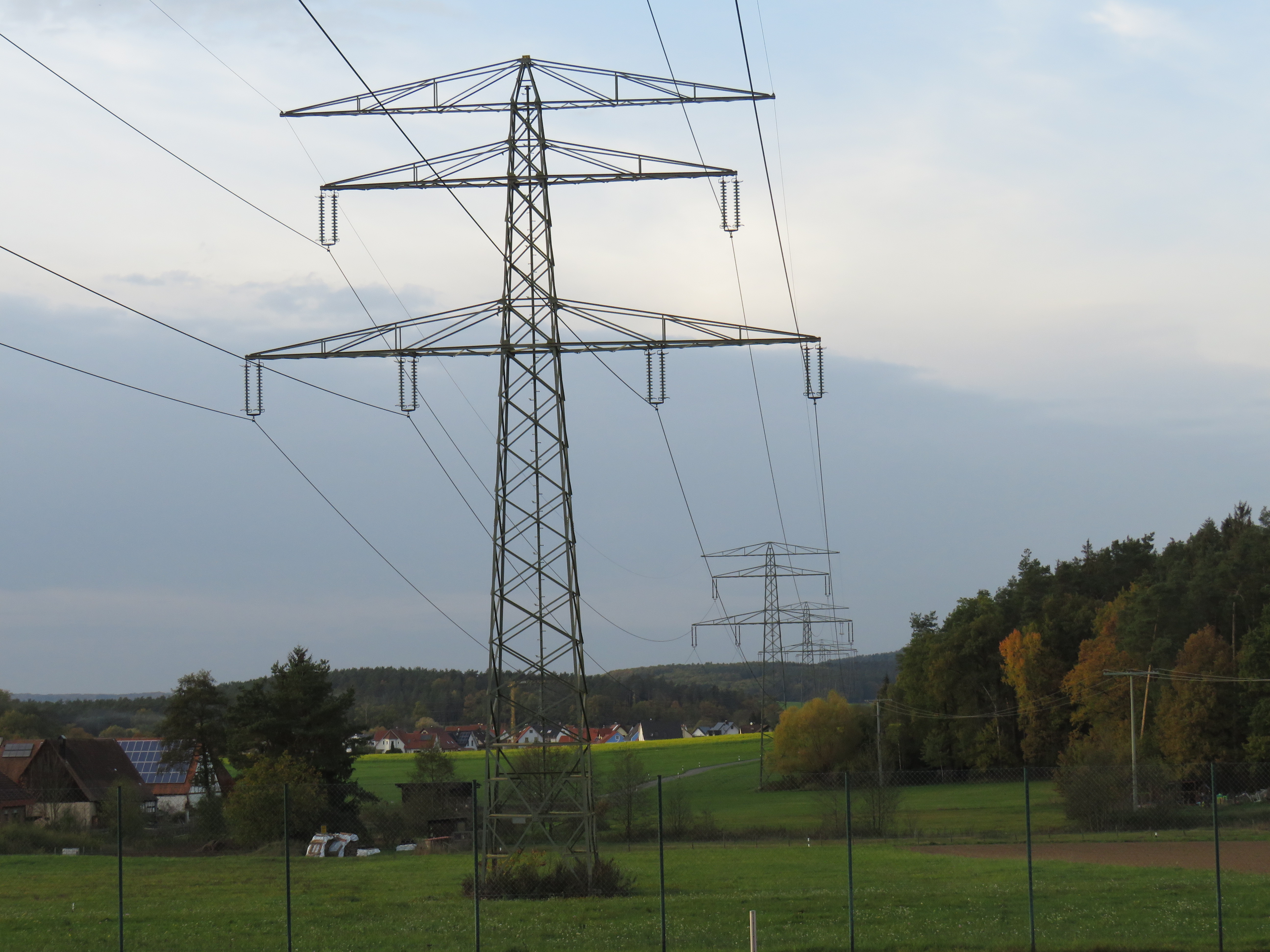
Heute mit 110 kV betriebener Abschnitt der Reichssammelschiene Elsenberg–Ludersheim bei Schnaittach
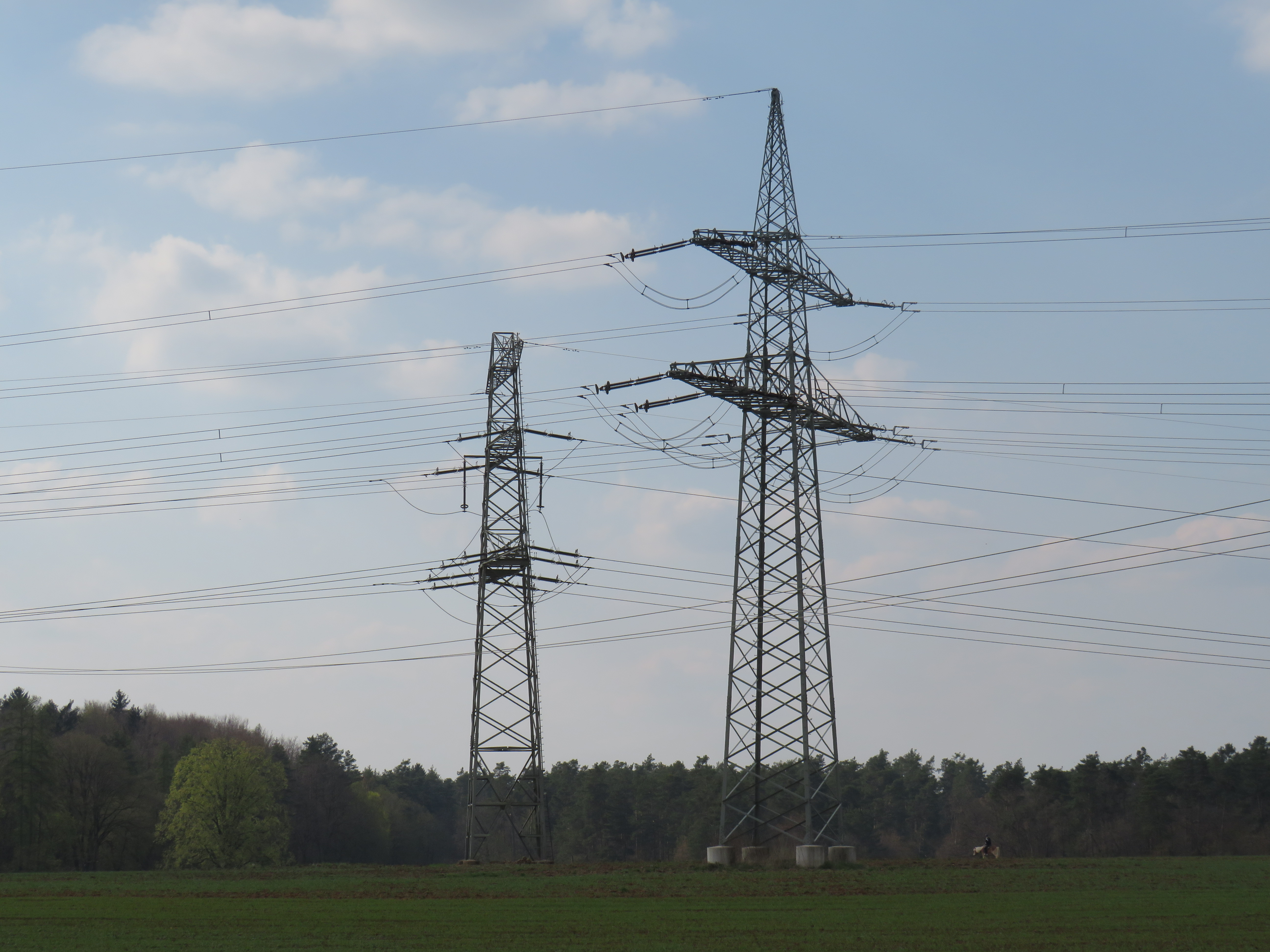
Reichssammelschiene und 220-kV-Leitung nach Schwandorf bei Ludersheim
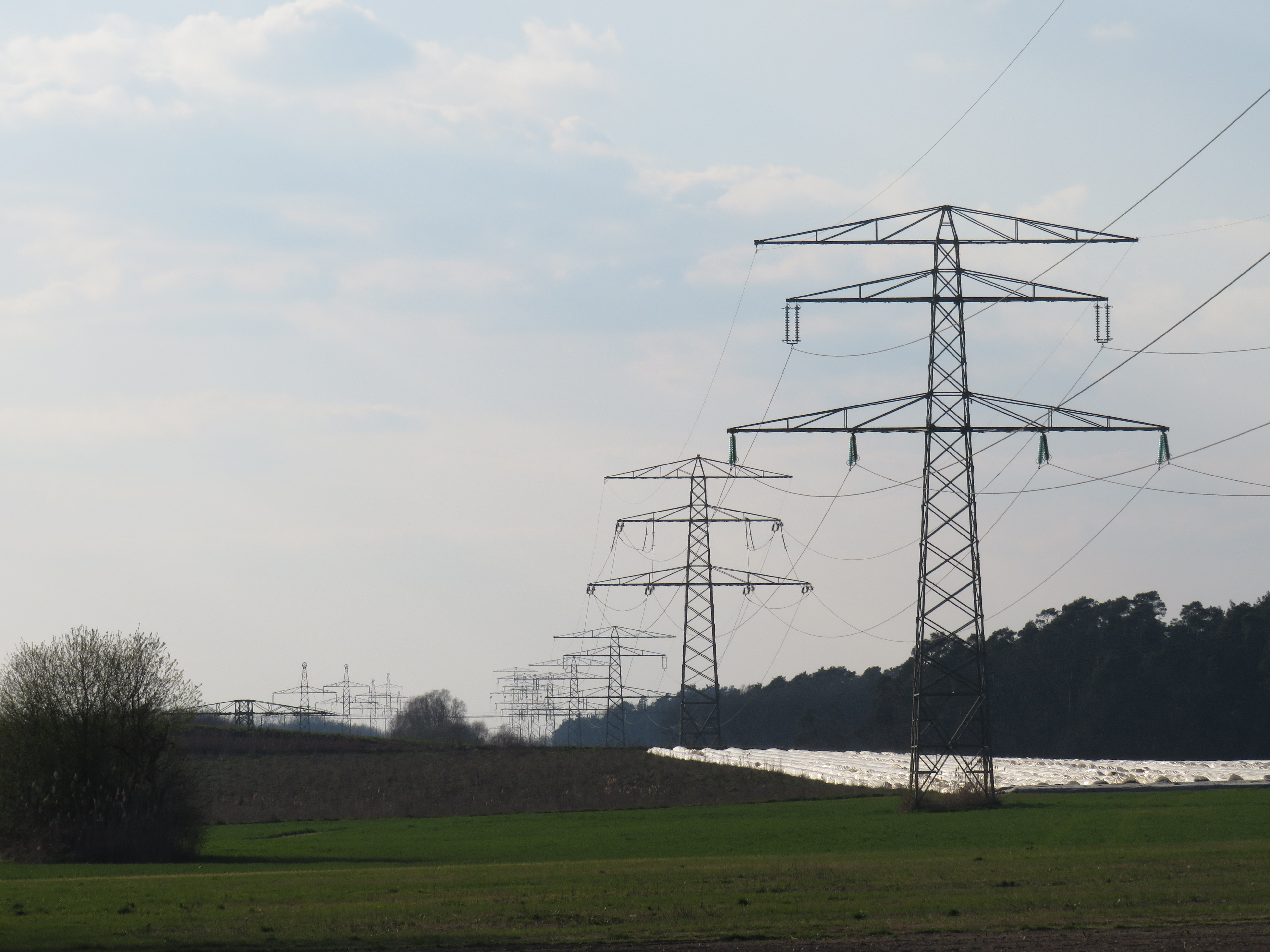
Trasse bei Abensberg

### Trasse in Österreich
Der in Österreich gelegene Abschnitt war anfangs noch mit 110 kV Spannung in Betrieb. Die ab 1943 als Fortsetzung gebaute Leitung zum Umspannwerk Bisamberg wurde 1947 fertiggestellt, womit die Leitung St. Peter–Ernsthofen ebenfalls auf 220 kV umgestellt wurde. Im selben Jahr wurde die vormalige Alpen-Elektrowerke AG verstaatlicht und fortan als Österreichische Elektrizitätswirtschafts-Aktiengesellschaft im Bundeseigentum weitergeführt. Die beiden Leitungen, die etwa dem Lauf der Donau folgten, wurden somit zur Keimzelle des österreichischen Verbundnetzes. Die Österreichische Donaukraftwerke AG als Tochtergesellschaft der Österreichischen Elektrizitätswirtschafts-AG begann in den 1960er Jahren, mehrere Laufwasserkraftwerke entlang der Donau zwischen Passau und Wien zu errichten. Hierfür wurden entlang beider Leitungen mehrere Stichleitungen zur Einspeisung des dort erzeugten Stroms auf der 220-kV-Ebene realisiert. Die Leitungen St. Peter–Ernsthofen und Ernsthofen–Bisamberg bekamen daher auch die Bezeichnung Donauschiene.
Anfang der 1960er Jahre wurde im Leitungsverlauf das Kraftwerk Aschach per Stichleitung eingebunden. Zwei neue Umspannwerke in Lambach (Umspannwerk Hausruck) und Sattledt entstanden im Leitungsverlauf. Auf den letzten Kilometern vor dem Umspannwerk Ernsthofen wurde die Originalleitung zusammen mit der 220-kV-Leitung nach Weißenbach auf ein gemeinsames Gestänge verlegt.

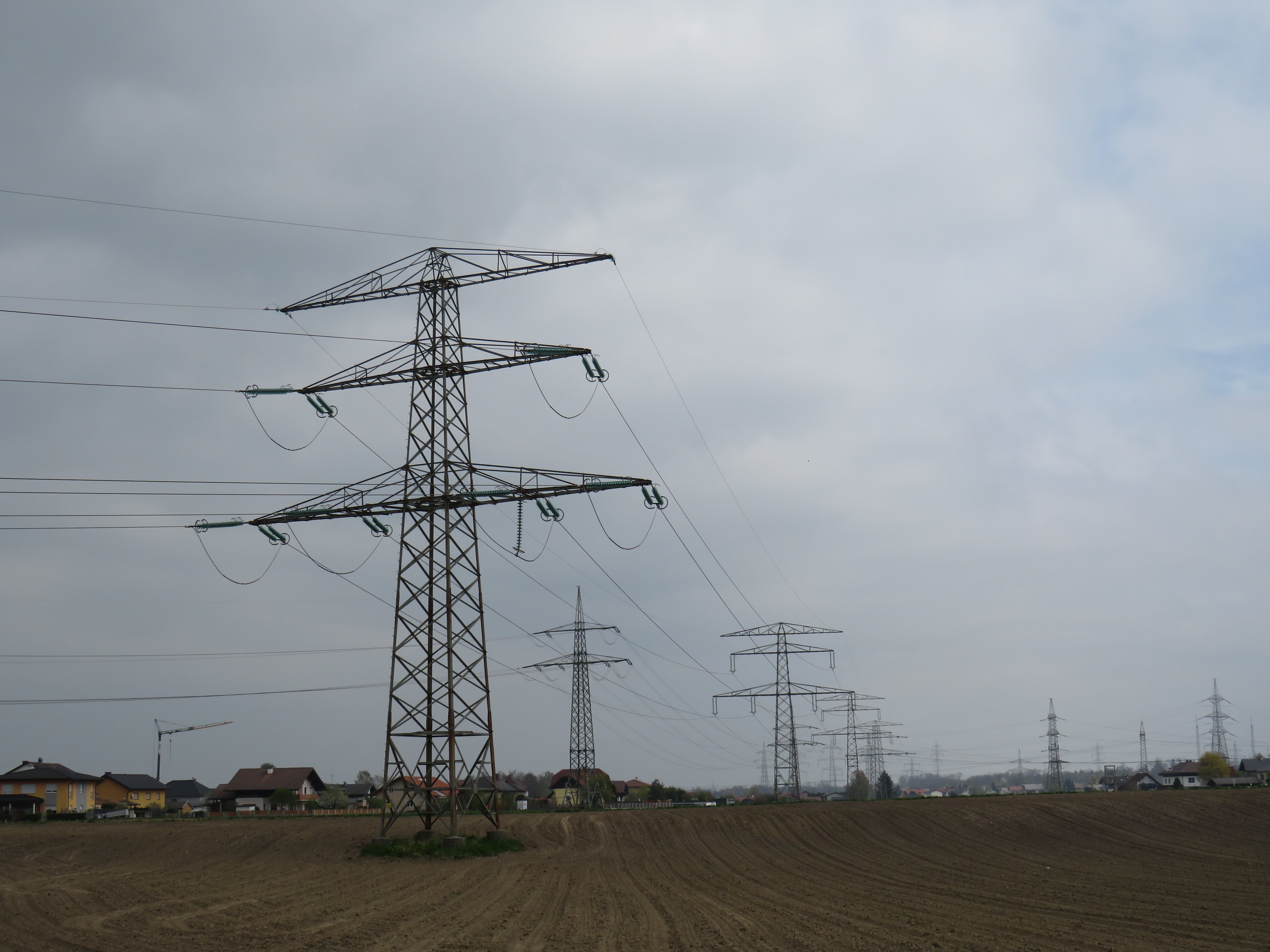
Leitung kurz vor dem Umspannwerk St. Peter (im Hintergrund)
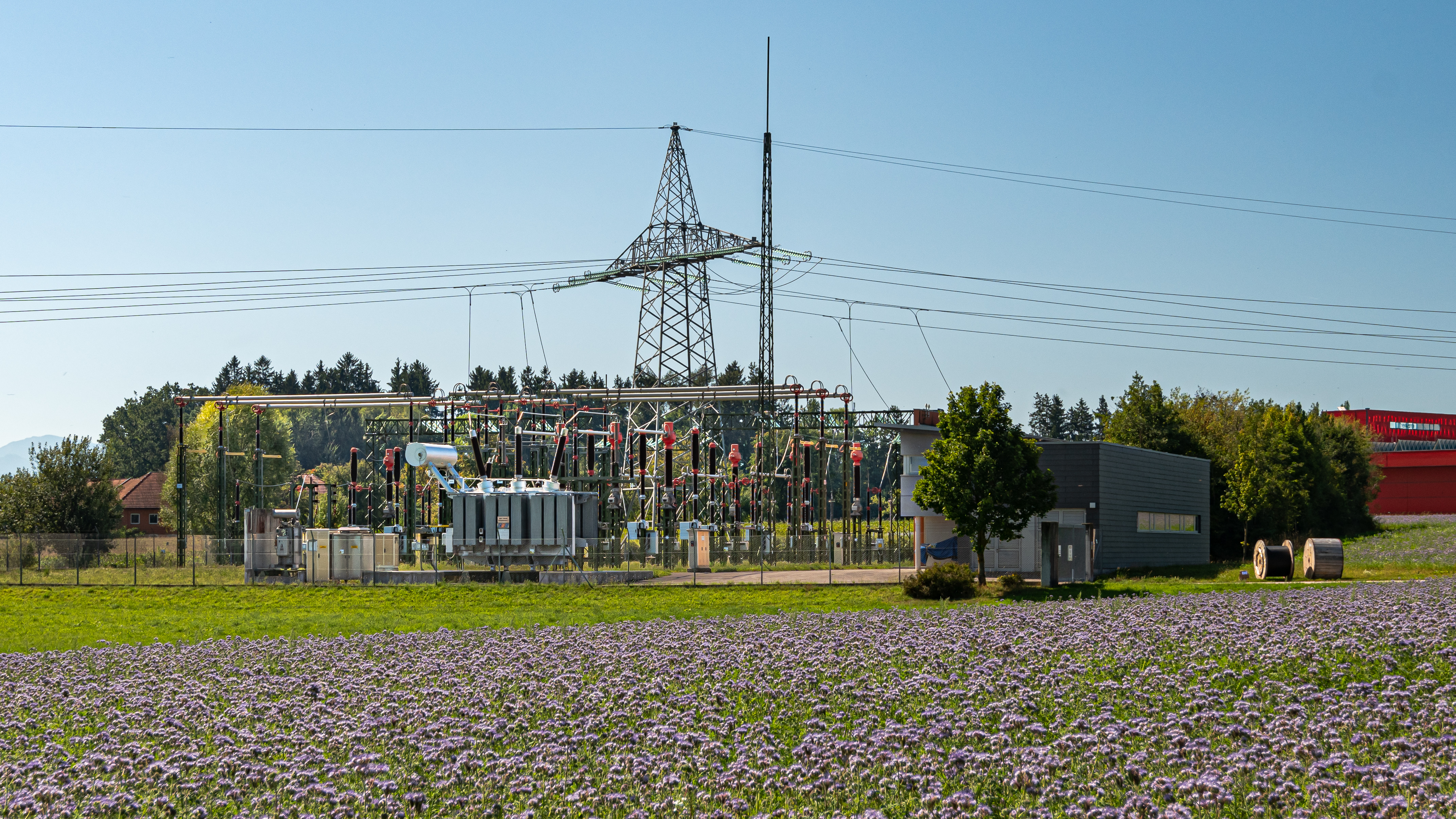
Umspannwerk Sattledt

## Entwicklungen seit 1990
Während der gesamten Zeit der Deutschen Teilung war der Austausch elektrischer Energie zwischen beiden Staaten nahezu vernachlässigbar, nicht zuletzt wegen der Zugehörigkeit beider Netze zu zwei getrennten Verbünden. Nur auf der Nieder- und Mittelspannungsebene bestand zur lokalen Versorgung ein begrenzter Verbundbetrieb. Erst 1985 kam es zum Neubau einer ersten grenzüberschreitenden Hochspannungsverbindung mit 110 kV Spannung über einen rotierenden Umformer im Umspannwerk Neuhof. Kurz vor dem Mauerfall und auf den Tag genau ein Jahr vor dem Ende der DDR ging am 3. Oktober 1989 die 380-kV-Leitung von Helmstedt nach Wolmirstedt in Betrieb.
Nach der politischen Wende 1989/90 änderten sich die Verhältnisse in Europa schlagartig – die vorher durch den Eisernen Vorhang geteilten und nahezu strikt voneinander abgeschotteten Blöcke begannen erst sehr langsam, wieder zusammenzuwachsen. Das Stromnetz der DDR war auf die Braunkohlekraftwerke in der Lausitz zentriert, umfasste bereits ein sehr weitläufige und flächendeckendes 380-kV-Netz und besaß mehrere Verbundleitungen zum polnischen und tschechischen Netz. Auch im Westen war das 380-kV-Netz nahezu vorherrschend, die 220-kV-Ebene diente in West- wie Ostdeutschland in erster Linie nur noch der lokalen und regionalen Versorgung. Allerdings plagten das DDR-Netz durch die jahrzehntelange Planwirtschaft bedingt Probleme wie hohe Leitungsverluste, veraltete Anlagen und eine niedrige Versorgungssicherheit.
Die gesamte DDR-Zeit hindurch existierten die Abschnitte Magdeburg–Marke, Marke–Dieskau und Dieskau–Remptendorf der Reichssammelschiene als Bestandteile des landesweiten 220-kV-Netzes. Ähnlich war im Westen der bayerische Abschnitt als zentrale Netzachse in Betrieb, jedoch seit den 1970er Jahren vom 380-kV-Ring weitgehend abgelöst worden. Die langfristig geplante „elektrische Wiedervereinigung“, also die Synchronisierung des west- und ostdeutschen, wie auch des west- und osteuropäischen Verbundnetzes, machte zunächst den Bau mehrerer neuer Leitungsverbindungen auf der 380-kV-Ebene nötig.

### Neubau der 380-kV-Leitungen Redwitz–Würgau und Remptendorf–Redwitz
Der zwischen 1970 und 1974 gebaute Ostbayernring zwischen den Umspannwerken Redwitz, Mechlenreuth, Etzenricht, Schwandorf und Pleinting war von Anfang an für eine zweikreisige 380-kV-Leitung dimensioniert, wurde aber mit zwei 220-kV-Kreisen betrieben, nicht zuletzt wegen der fehlenden 380-kV-Anbindung und Weiterführung im Umspannwerk Redwitz. Der Lückenschluss des bayerischen 380-kV-Rings machte eine Verbindung zwischen den Umspannwerken Grafenrheinfeld und Redwitz nötig, zwischen denen seit den 1960er Jahren eine 220-kV-Leitung bestand. Die Leitungsabschnitte des westlichen Ringnetzes zwischen Grafenrheinfeld, Raitersaich, Ingolstadt, Ottenhofen und Pleinting wurden bereits mit 380 kV Spannung betrieben.
Der Ersatzneubau für die Verbindung Grafenrheinfeld–Redwitz war schon einige Jahre vor der Wiedervereinigung geplant, da das Bayernwerk den Lückenschluss des 380-kV-Rings zur Verbesserung der Versorgungssicherheit im „Bauprogramm 1987“ vorsah. Der Antrag für den Betrieb dieser Leitung wurde im genannten Jahr eingereicht, mit einer Realisierung rechnete man damals bis zum Jahr 1992. Gebaut wurde die neue Leitung schließlich zwischen 1990 und 1991 in zwei Teilprojekten, größtenteils innerhalb der Trasse der bestehenden 220-kV-Trassen Grafenrheinfeld–Eltmann–Würgau und Redwitz–Würgau (letzterer als Teil der Reichssammelschiene). Erstgenannte Leitung wurde durch eine zweikreisige 380-kV-Leitung ersetzt, die abschnittsweise mit 110-kV-Leitungen gebündelt wurde. In letztgenannter Trasse entstand sogar eine vierkreisige 380-kV-Leitung.
Nach Fertigstellung der gesamten Leitungsverbindung im Jahr 1991 wurde zwischen Grafenrheinfeld und Redwitz der Betrieb mit einem 380-kV- und einem 220-kV-Kreis aufgenommen, zumal das Umspannwerk Eltmann noch auf der 220-kV-Ebene arbeitete. Nur das Umspannwerk Oberhaid hatte, da es neu gebaut wurde, bereits eine 380-kV-Anlage. Der Abschnitt zwischen Würgau und Redwitz wurde mit einem 380-kV- und drei 220-kV-Kreisen betrieben, davon waren zwei ans 220-kV-Umspannwerk Würgau angebunden.
Da die Deutsche Wiedervereinigung zufällig mitten in den Zeitraum des Leitungsbauprojekts fiel, wurden die Netzplanungen seitens des Bayernwerks kurzfristig geändert und um eine weitere Höchstspannungsleitung zur Anbindung des ostdeutschen Stromnetzes erweitert. Realisiert wurde eine 380-kV-Leitung zwischen den Umspannwerken Remptendorf und Redwitz im Trassenraum der auf bayerischer Seite damals noch bestehenden alten 220-kV-Leitung, lediglich auf etwa 20 km Thüringer Gebiet musste eine neue Trassenführung gesucht werden. Trotz Abbau der Reichssammelschiene auf Thüringer Gebiet und im Grenzbereich Mitte der 1950er Jahre waren die Grundbucheinträge über die Beschränkte persönliche Dienstbarkeit auf der ehemaligen Leitungstrasse noch erhalten, wodurch das Genehmigungsverfahren erheblich beschleunigt werden konnte. Es wurde daher auch sehr schnell mit dem Bau der Leitung begonnen, sodass sie am 20. Dezember 1991 – auf den Tag genau 50 Jahre nach Inbetriebnahme des letzten Abschnitts der Reichssammelschiene – in Betrieb genommen wurde. Aufgrund der fehlenden technischen Aufbauten wurde die Leitung im Richtbetrieb mit 220 kV Spannung betrieben.
Die Inbetriebnahme des gesamten bayerischen Ringnetzes mit zumindest einem 380-kV-Stromkreis folgte am 24. Januar 1992. Der Synchronschluss zwischen west- und ostdeutschen Stromnetz folgte am 13. September 1995 mit Fertigstellung der 380-kV-Leitung Mecklar–Vieselbach. Ende 1999 wurde nach Inbetriebnahme der 380-kV-Schaltanlage im Umspannwerk Remptendorf die Leitung Remptendorf–Redwitz auf 380 kV Spannung umgestellt.

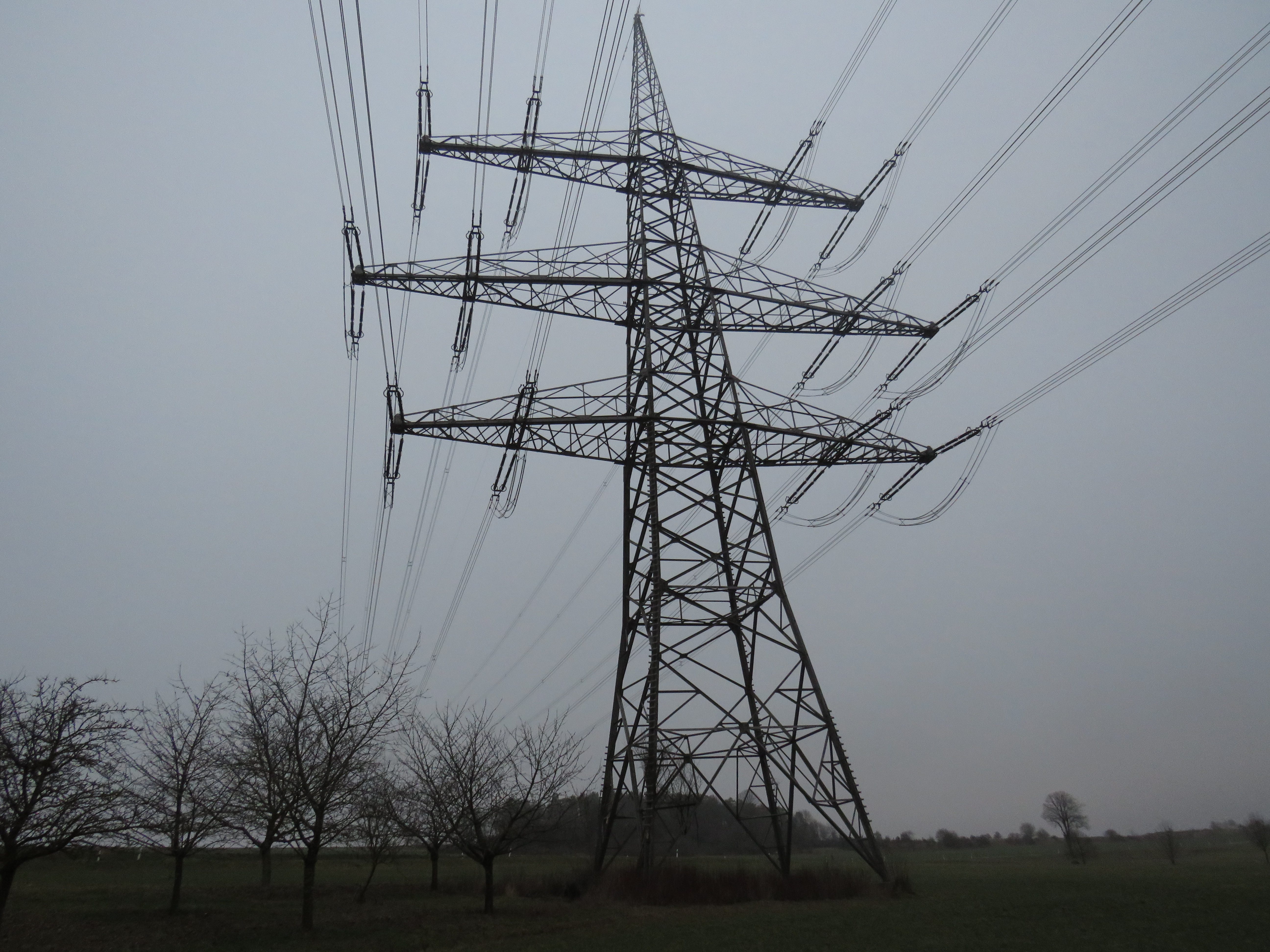
Vierkreisige 380-kV-Leitung in der Trasse der Reichssammelschiene zwischen Redwitz und Würgau
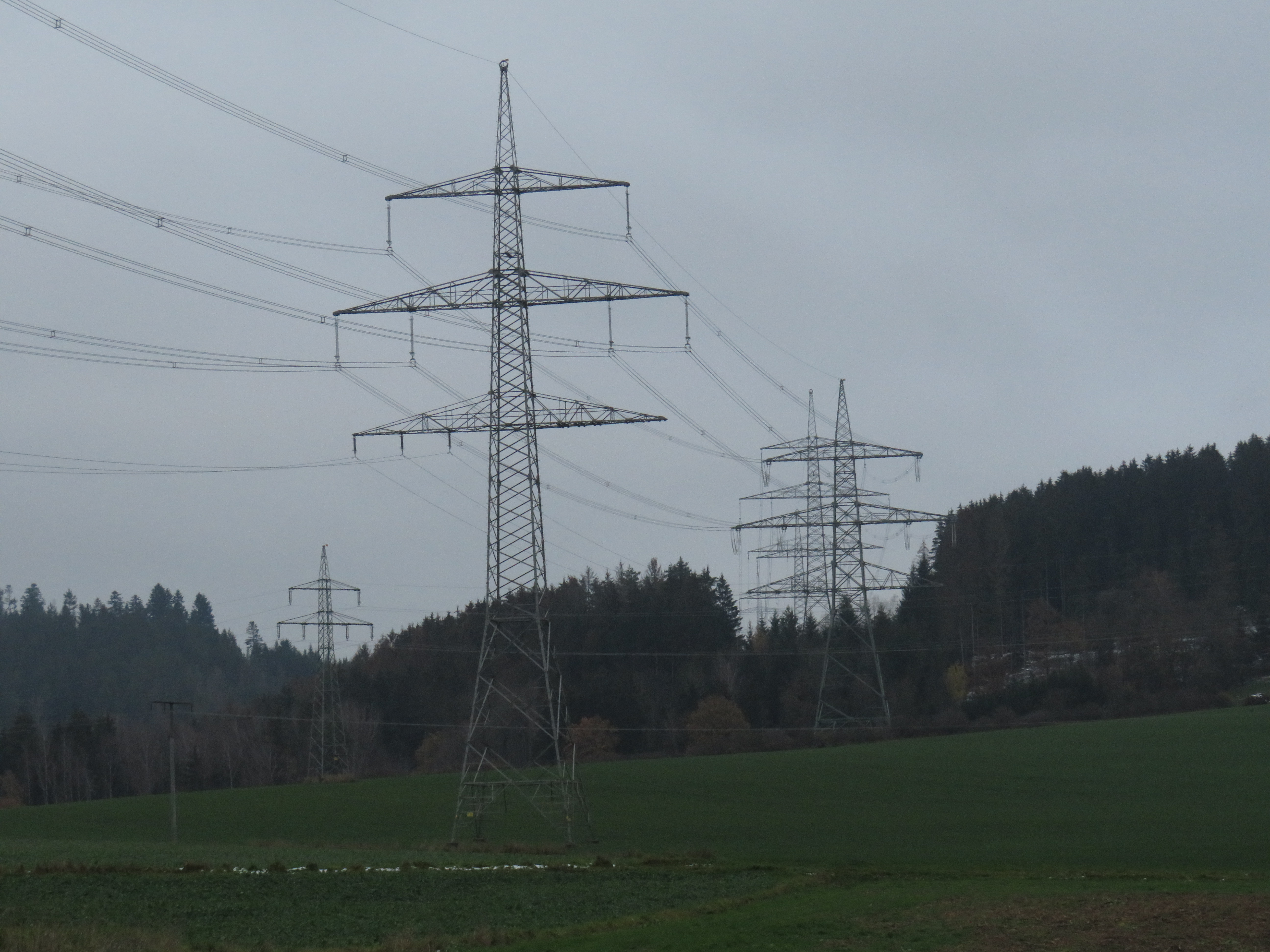
380-kV-Neubauleitung Remptendorf–Redwitz in Trasse der alten Reichssammelschiene
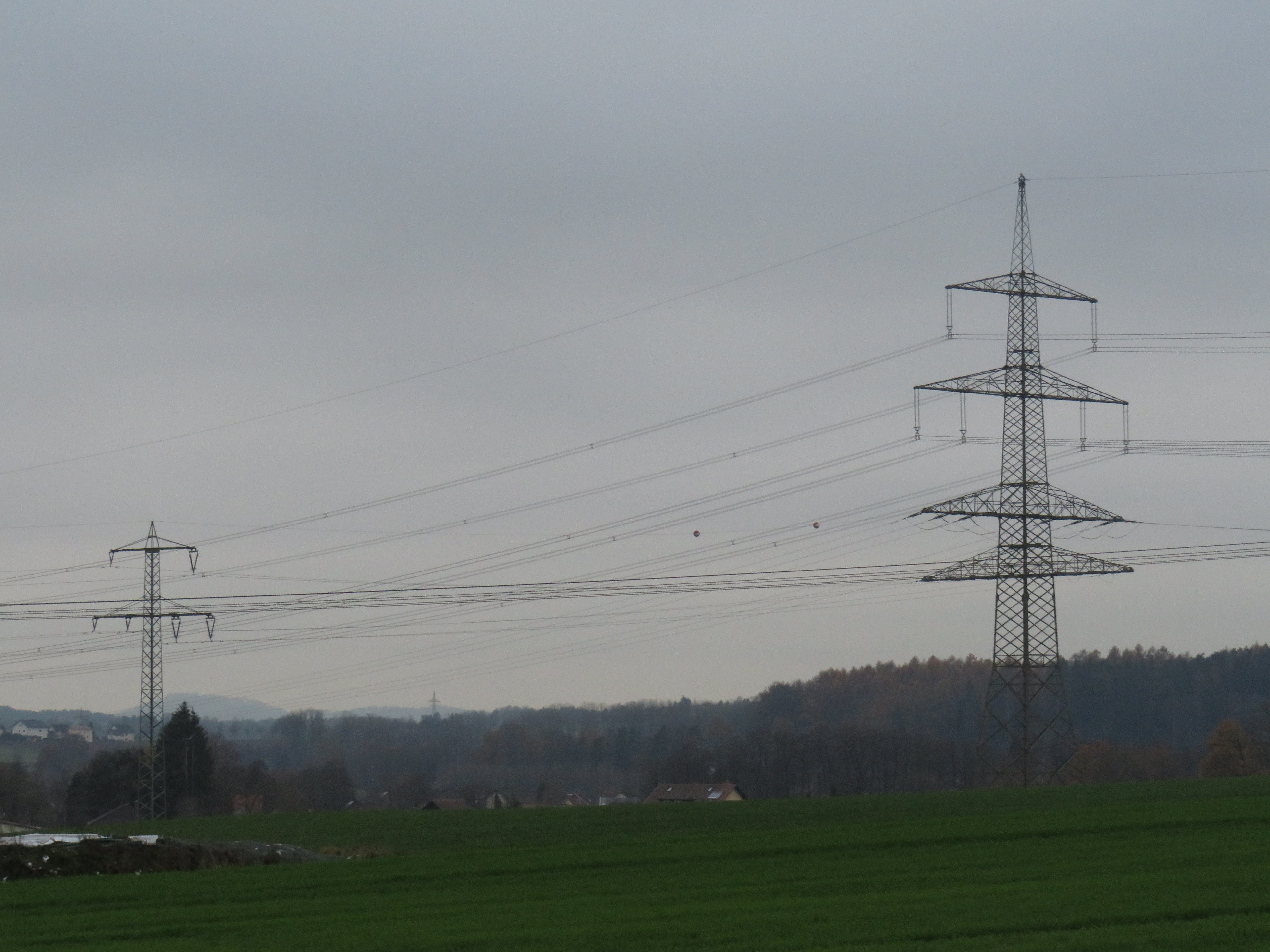
An dieser Stelle endete bis 1991 der in Betrieb befindliche Teil der Leitung an der alten 110-kV-Leitung Neuhaus-Schierschnitz–Kulmbach

### Neubau der 380-kV-Leitung Würgau–Raitersaich
Zwischen dem Umspannwerk Würgau und Elsenberg östlich von Forchheim wurde im Jahr 1993 entlang der Trasse eine 380-kV-Leitung neu errichtet. Es handelt sich um das letzte Stück der seit den 1970er Jahren in Teilen realisierten Verbindung der Umspannwerke Würgau und Raitersaich. Bis 1981 war diese von Raitersaich bis Forchheim in Betrieb, wobei das Umspannwerk Kriegenbrunn mit 220 kV und Forchheim mit 110 kV Spannung angebunden wurde. Durch den Lückenschluss von Forchheim bis Würgau war im Netz des Bayernwerks ein zweiter Maschenschluss auf der 380-kV-Ebene hergestellt.
Beide von Ludersheim her kommenden 220-kV-Stromkreise wurden bei Elsenberg auf die jeweils östliche Seite der neuen Leitung gelegt, sodass ein Trassendreieck entstand. Mit der Umstellung des Umspannwerks Kriegenbrunn von 220 kV auf 380 kV im September 2003 stellte man den Abschnitt Elsenberg–Ludersheim der Reichssammelschiene letztlich auf 110 kV um und verband die Stromkreise mit dem untergeordneten 110-kV-Netz. Das Umspannwerk Würgau selbst wurde bis 2014, als der letzte 220-kV-Stromkreis zwischen Redwitz und Grafenrheinfeld auf 380 kV geschaltet wurde, ebenfalls komplett auf 380 kV umgerüstet.
Seitdem im Jahr 2007 die 220-kV-Anlage im Umspannwerk Ludersheim stark reduziert wurde, wird der Abschnitt Ludersheim–Sittling, obwohl nach wie vor mit 6 Leitern belegt, nur einkreisig betrieben. Zwischen Tann und Simbach verläuft die Leitung heute auf Masten für vier 220-kV-Kreise, da die zweikreisige Leitung von St. Peter nach Pirach auf demselben Gestänge mitverläuft.

### Abbau der mitteldeutschen Teilstücke

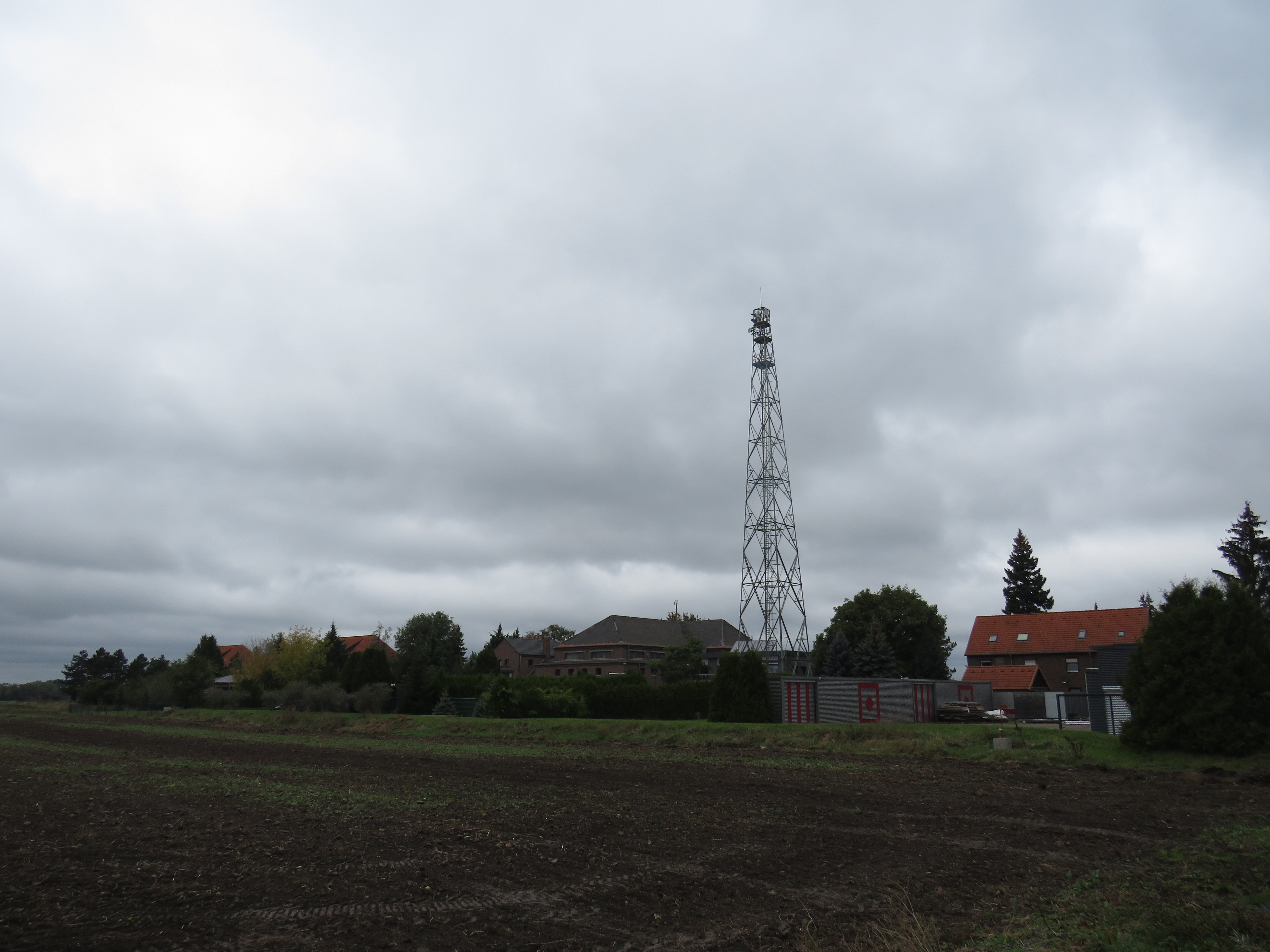
Gelände des ehemaligen Umspannwerks Dieskau, das Anfang der 2000er Jahre abgerissen wurde

Die in der DDR praktizierte Form der „doppelten Umspannung“ – an den meisten Standorten wurde vom 380-kV- ins 220-kV-Netz und danach erst vom 220-kV- ins 110-kV-Netz transformiert – wurde nach der Wiedervereinigung schrittweise durch Direktabspannungen vom 380-kV- ins 110-kV-Netz ersetzt. Hierdurch kam es zu einer deutlichen Straffung in der Netzstruktur, da zahlreiche 220-kV-Verbindungen wegfielen. In der Regel wurden dabei 220-kV-Anlagen in vielen Umspannwerken durch 380-kV-Schaltanlagen ersetzt. Etwa um die Jahrtausendwende waren die meisten vormaligen 380-/220-/110-kV-Umspannwerke, die vormaligen Zentralumspannwerke der DDR-Energieversorgung, auf Direktabspannung umgestellt. Direktabspannungen von 380 auf 110 kV gab es in der DDR nur an vier Standorten in den Umspannwerken Klostermansfeld, Schmölln, Preilack und Malchow mit insgesamt zehn 250-MVA-Tranformatoren.
Das Umspannwerk Marke wurde 1996 nach Fertigstellung einer Einschleifung aus der Leitung Ragow – Lauchstädt auf 380 kV umgestellt. Das Umspannwerk Dieskau fiel 1998 vollständig weg. Zwischen Erfurt und Remptendorf wurde 1998 und 1999 eine neue 380-kV-Leitung in der Trasse der vormaligen Reichssammelschiene gebaut. Wie bei vielen im Zuge der Netzstraffung stillgelegten 220-kV-Leitungen – zwischen 1995 und 2000 waren dies rund 1.200 km an Trassen – zog sich auch der Abbau der Teilstrecken Förderstedt – Marke, Marke – Dieskau und Dieskau – Lauchstädt bis Anfang der 2000er Jahre hin.
Eine zweite Netzumstrukturierung begann etwa Mitte der 2000er Jahre. Im Zuge der Energiewende sehen der Netzentwicklungsplan Strom, der wie auch das 2009 verabschiedete Energieleitungsausbaugesetz (EnLAG) den Neu- und Ausbau von Höchstspannungsverbindungen zwischen Nord- und Süddeutschland vorsieht, um die in Norden erzeugte Windenergie zu den großen Verbrauchern im Süden zu transportieren. Das EnLAG-Projekt Nr. 4 sah den Neubau einer Höchstspannungsleitungen zwischen den Umspannwerken Lauchstädt und Redwitz vor. Mit dem Bau des ersten Abschnitts zwischen Lauchstädt und Vieselbach wurde nach Abschluss des Raumordnungsverfahrens zum 30. Dezember 2005 begonnen. Die neue Leitung ging dann schließlich im Dezember 2008 in Betrieb. Im Zuge des Leitungsneubaus wurde der Abschnitt der Reichssammelschiene zwischen Lauchstädt und Vieselbach abgebaut.
Das Umspannwerk Förderstedt wurde 2014 um eine 380-kV-Schaltanlage erweitert und durch eine Stichleitung, die eine Einschleifung der vormaligen 380-kV-Leitung Wolmirstedt–Ragow bildet, an das Höchstspannungsnetz des Betreibers 50Hertz Transmission angebunden. Die 220-kV-Anlage wurde somit entbehrlich. Zwischen Oktober 2016 und März 2017 wurde schließlich der bereits vorher außer Betrieb genommene Abschnitt der Reichssammelschiene ersatzlos demontiert, sodass die Leitungstrasse, die auch von der ebenfalls demontierten 220-kV-Leitung Wolmirstedt–Förderstedt genutzt wurde, verschwindet und wieder anderweitig genutzt werden kann. Die 220-kV-Anlage im Umspannwerk Magdeburg wurde am 12. Juni 2017 stillgelegt.
Als Erinnerung an die Anfänge des Höchstspannungs-Verbundnetzes in Mitteldeutschland wurde auf dem Gelände des Umspannwerks Magdeburg ein Originalmast aus dem Jahr 1938 als Industriedenkmal aufgebaut. Es handelt sich um den Mast 62 auf dem zuletzt betriebenen Abschnitt Magdeburg – Förderstedt, ein Tragmast.

## Projekte im Trassenraum

### Ludersheim–Altheim („Juraleitung“)
Zwischen Ludersheim und Altheim ist der Ersatzneubau mit 380 kV in Planung (Bundesbedarfsplangesetz-Vorhaben Nr. 41). Dabei soll auch das Teilstück der 220-kV-Leitung Ludersheim–Aschaffenburg–Borken zwischen Ludersheim und Raitersaich mit einbezogen werden. Der Netzbetreiber Tennet spricht hier von der „Juraleitung“.

### Altheim–St. Peter („Deutschlandleitung“)
Derzeit ist geplant, den noch bestehenden Abschnitt zwischen den Umspannwerken Altheim (bei Landshut) und St. Peter durch eine grenzüberschreitende vierkreisige 380-kV-Leitung (sog. „380-kV-Deutschlandleitung“) zu ersetzen. Diese soll den Energieaustausch zwischen den österreichischen alpinen Wasserkraftwerken und den norddeutschen Windparks ermöglichen. Die Ausführung der Planung liegt bei den jeweiligen Übertragungsnetzbetreibern Austrian Power Grid (Österreich) und Tennet (Deutschland). Der Neubau wird nötig, da die derzeitige Leitung an ihrer Kapazitätsgrenze betrieben wird. Geplant war auch ein Abzweig bei Simbach nach Haiming, dort war auf dem Gelände der OMV-Raffinerie der Bau eines GuD-Kraftwerkes geplant. Das Projekt wurde 2016 eingestellt.
Da die Masten der Leitung statisch nicht für den Betrieb mit 380 kV ausgelegt sind, wird ein kompletter Leitungsneubau in der Bestandstrasse nötig. Der Mast 256A kurz vor der Innquerung ist darüber hinaus mit einer Höhe von 21,7 m der niedrigste Mast im Hoch- und Höchstspannungsnetz des Betreibers.

### St. Peter–Ernsthofen

380-kV-Hochspannungsring in Österreich

Der 111 km lange Abschnitt in Österreich von St. Peter am Hart nahe dem Grenzfluss Inn bis Ernsthofen wurde zwischen Frühjahr 2018 und Oktober 2020 mit neuen Masten und Leiterseilen ausgestattet, wobei die 433 Masten durch Neubauten ersetzt wurden, die Spannungshöhe aber gleich blieb. Schlankere höhere Masten kommen mit derselben Aufstandsfläche wie bisher aus. Die Spannung blieb mit 220 kV gleich, die Übertragungskapazität wurde mehr als verdoppelt. Der Mindestabstand vom Boden wurde auf 11 m erhöht um landwirtschaftlichen Geräten 7,5 m Durchfahrtshöhe zu gewähren – beispielsweise Mähdreschern mit Auswurfförderschnecke.
Begonnen wurde mit dem Abschnitt von St. Peter zum Leitungsabzweig des Kraftwerkes Aschach bei Weibern. Im Herbst 2019 folgte der Abschnitt von Weibern bis zum Umspannwerk Hausruck bei Lambach sowie anschließend der Abschnitt von Lambach bis zum Umspannwerk Sattledt. Im März 2020 begann schließlich die Erneuerung der Leitung im Abschnitt zwischen Sattledt und dem Umspannwerk Ernsthofen.